# Erythropoetin als Dopingmittel
Seit etwa Ende der 1980er Jahre wird Erythropoetin als Dopingmittel zum Zweck der Leistungssteigerung missbraucht. Vor allem Ausdauersportler profitieren von der Wirkung; durch den erhöhten Anteil an Erythrozyten im Blut steigt allerdings die Gefahr von Blutgerinnseln. Erythropoetin (EPO) (und in der Folge auch alle weiteren Derivate wie zum Beispiel Darbepoetin) steht seit 1990 auf der Dopingliste der internationalen Anti-Doping-Organisation (WADA), der Einsatz ist also im Wettkampfsport verboten. Ein praktikables Nachweisverfahren von nicht körpereigenem EPO kann seit 2000 auch bei Urinproben angewandt werden. Da das Nachweisverfahren jedoch nur innerhalb der ersten vier Tage nach Verabreichung wirksam ist, die leistungssteigernde Wirkung jedoch bis zu 17 Tagen anhält, waren auch die Olympischen Spiele 2000 noch EPO-Spiele, da die Sportler bis zu zehn Tage Zeit hatten, eine signifikante Leistungssteigerung zu erzielen.
Das spanische Anti-Dopinglabor, das 1990 bei den Pan-Amerikanischen Spielen in Havanna/Kuba die Dopingkontrollen durchführte und hierbei auch auf EPO testete, konnte zwar bei vielen hoch signifikant erhöhte EPO-Werte nachweisen, konnte diese jedoch nicht als Doping deklarieren, weil noch kein Verfahren bestand, um körpereigenes und -fremdes EPO differenzieren zu können. Dies war erst ab 2000 möglich.
Der Mediziner, Ausdauersportler und Dopingexperte Jürgen Reul unternahm im Sommer 2007 einen weltweit einzigartigen und heftig umstrittenen Selbstversuch. Er fuhr den vor allem durch die Tour de France bekannten Anstieg nach L’Alpe d’Huez am 21. Juni in ungedoptem Zustand und nochmals am 4. Juli nach einer zweiwöchigen „EPO-Kur“. Ohne die Einnahme von EPO benötigte er für die 21 Serpentinen 70 Minuten, nach erfolgtem EPO-Doping konnte er sich (trotz schlechterer Wetterbedingungen mit Kälte, Regen und Gegenwind) um etwa 5 % auf 66 Minuten verbessern. Reul beschreibt in einem Interview auch die psychische Wirkung der EPO-Einnahme, die in einer (so wörtlich:) „höheren Kampfmoral und unterschwelligen Aggressionen“ bestand. Am 10. September 2012 starb der deutsche Amateur-Mountainbiker Frederik Zierke nachweislich an einer illegalen EPO-Einnahme.

## EPO-Dopingfälle im Profisport
Die hervorgehobene Stellung als Biopharmazeutikum nimmt EPO auch beim Missbrauch zur illegalen Leistungssteigerung ein. Durch Geständnisse ehemaliger Spitzensportler wurde offenkundig, dass mit EPO in nahezu allen Ausdauersportarten seit der Markteinführung entsprechender Präparate gedopt wird. Im Profiradsport gehen anerkannte Dopingexperten wie Werner Franke von einem flächendeckenden, systematischen Missbrauch aus. Stellvertretend für dieses Dopingsystem stehen die Festina-Affäre 1998, das Verfahren gegen den italienischen Arzt Michele Ferrari im Jahr 2004, der Dopingskandal Fuentes 2006, die Geständnisse zahlreicher Radprofis des ehemaligen Team Telekom im Frühjahr 2007 im Zuge der Doping-Affäre Team Telekom, die lebenslange Sperre des ehemaligen US-Radsportstars Lance Armstrong im Oktober 2012 und die Enthüllungen der Anti-Doping-Kommission des französischen Senats im Juli 2013. In der Außendarstellung wenig zweckdienlich war in diesem Zusammenhang das Engagement des EPO-Herstellers STADA als Hauptsponsor des Bundes Deutscher Radfahrer zwischen 2003 und 2008. Ebenfalls anrüchig wirkt die finanzielle Unterstützung der Radsportveranstaltung „Tour of California“ durch den US-amerikanischen Biotechkonzern Amgen. Auch mehr als ein Jahrzehnt nach Einführung eines von der Welt-Antidopingagentur WADA zugelassenen und ständig verbesserten Verfahrens zum Nachweis von EPO-Doping wurden zahlreiche Spitzensportler überführt und in Einzelfällen als Wiederholungstäter lebenslang gesperrt. Im Februar 2009 berichtete Professor Horst Pagel vom Institut für Physiologie der Universität Lübeck erstmals von Hinweisen, dass Sportler zur illegalen Leistungssteigerung von den klassischen EPO-Präparaten auf das zu diesem Zeitpunkt noch in der klinischen Erprobung befindliche EPO-Mimetikum Hematide umgestiegen sind.

### Radsport

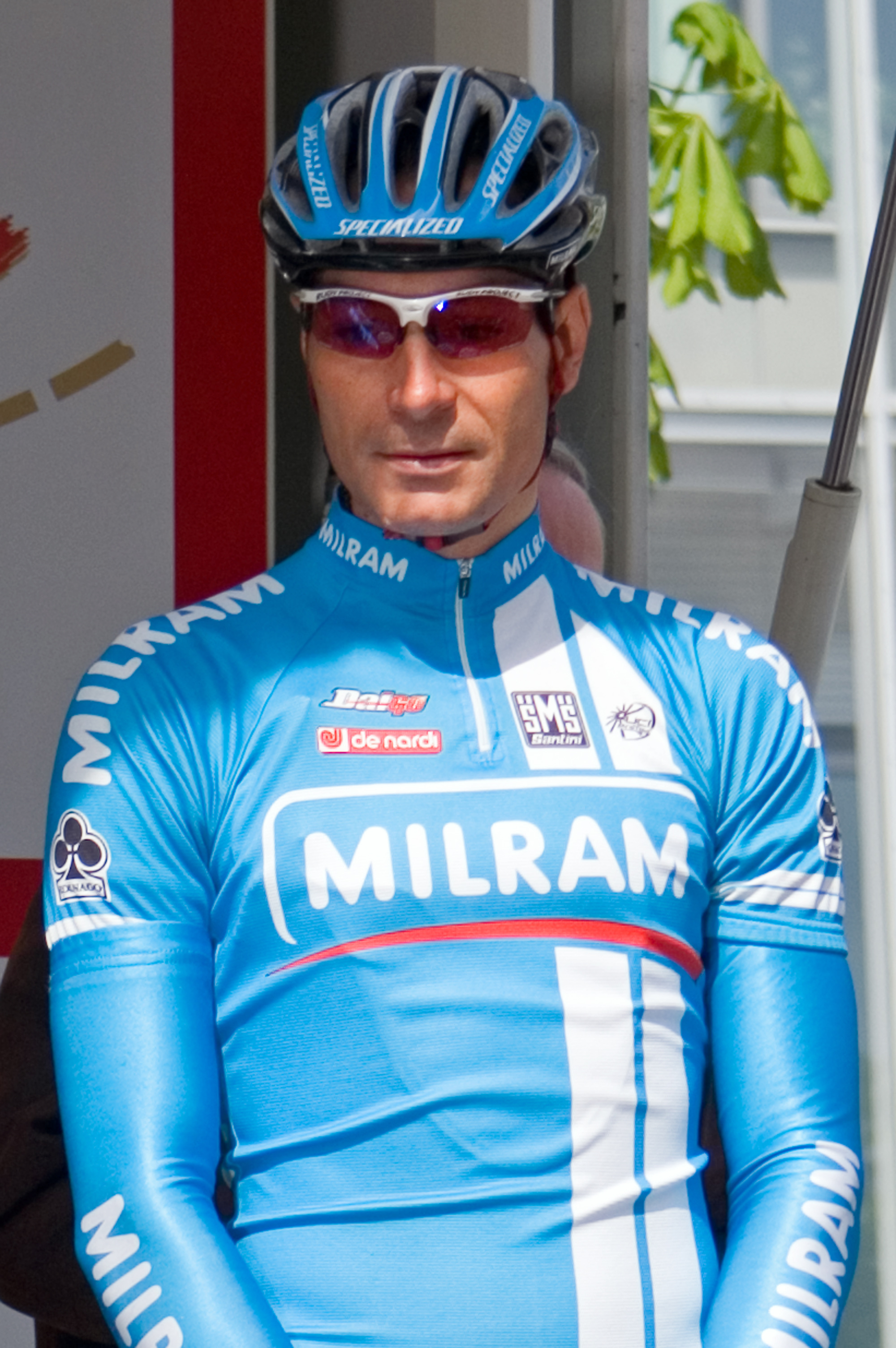
Erik Zabel gestand im Mai 2007, Mitte der 1990er Jahre mit EPO gedopt zu haben. Laut einem Untersuchungsbericht des französischen Senats aus dem Jahr 2013 war er auch bei der Tour de France 1998 gedopt.

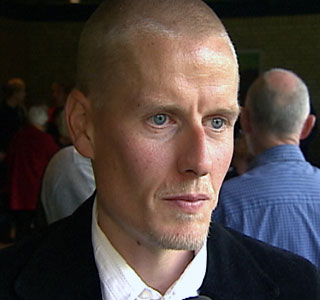
In einer Dopingprobe von Michael Rasmussen wurde im September 2007 das EPO-Mittel DynEPO nachgewiesen.

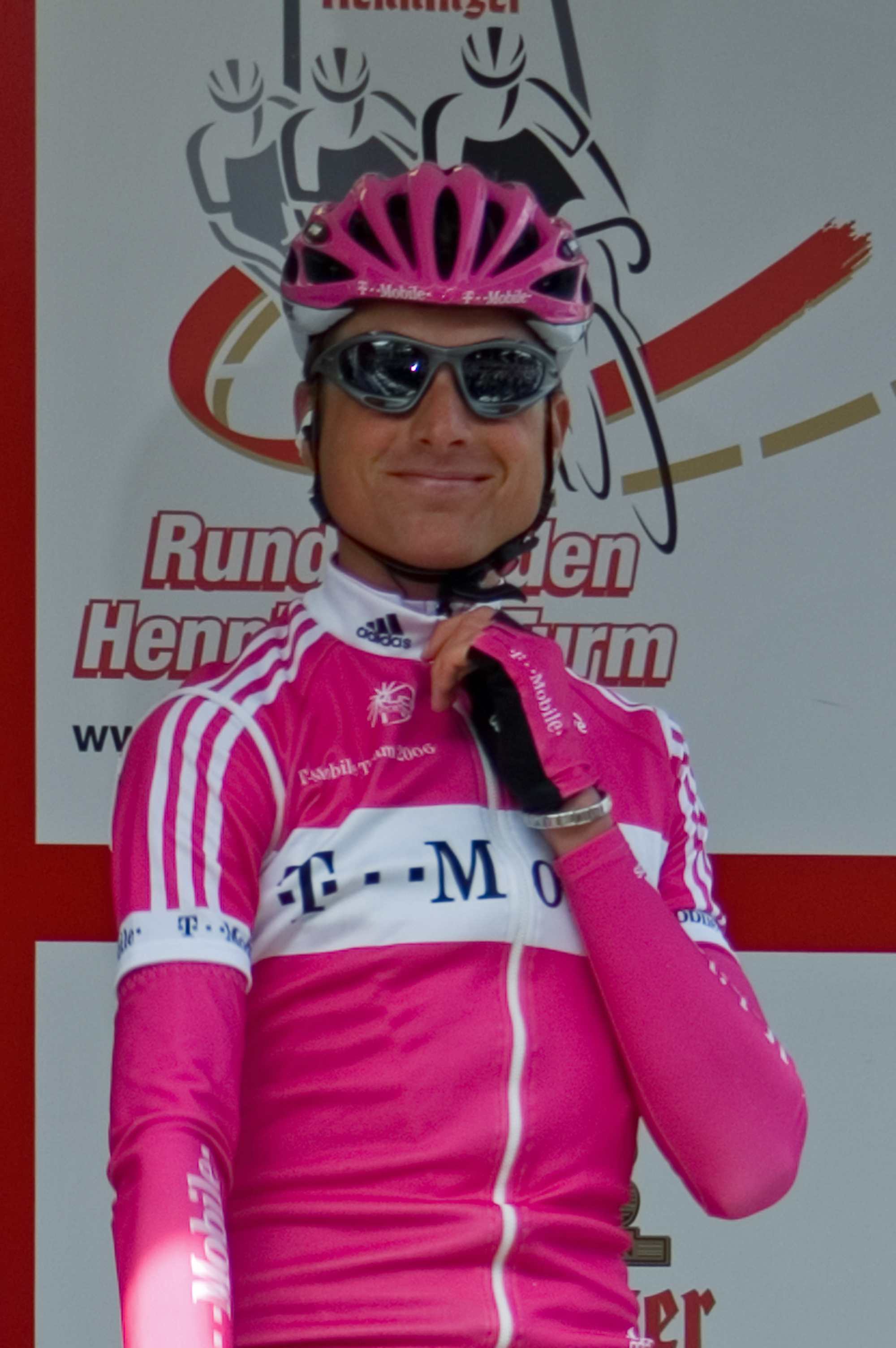
Patrick Sinkewitz machte nach seinem aufgedeckten Testosteron-Doping bei der Tour de France 2007 umfangreiche Aussagen zu den Dopingpraktiken des Teams T-Mobile. Dabei räumte er ein, auch mit EPO gedopt zu haben.

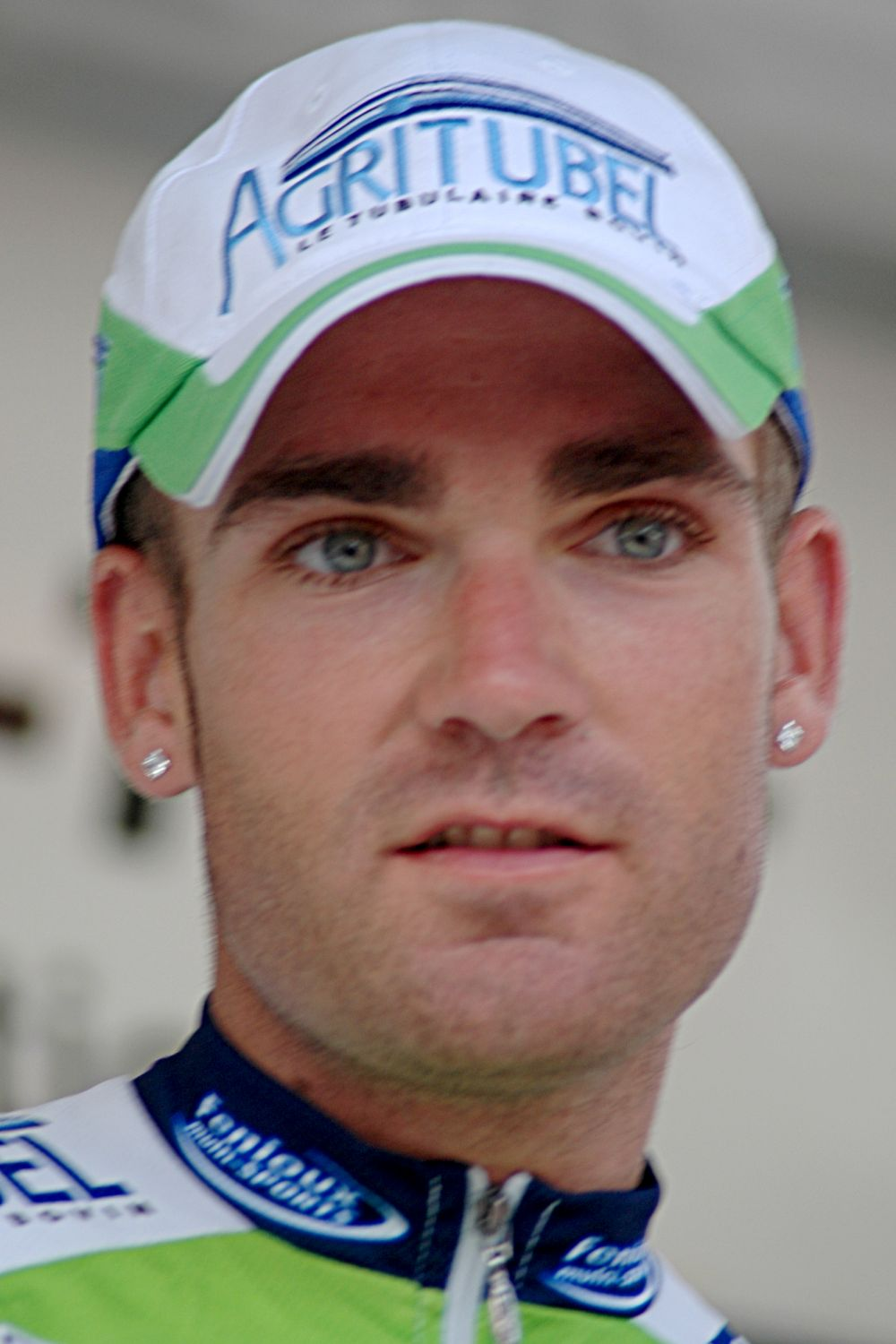
Moisés Dueñas ist einer von sechs überführten EPO-Dopingsündern während der Tour de France 2008.

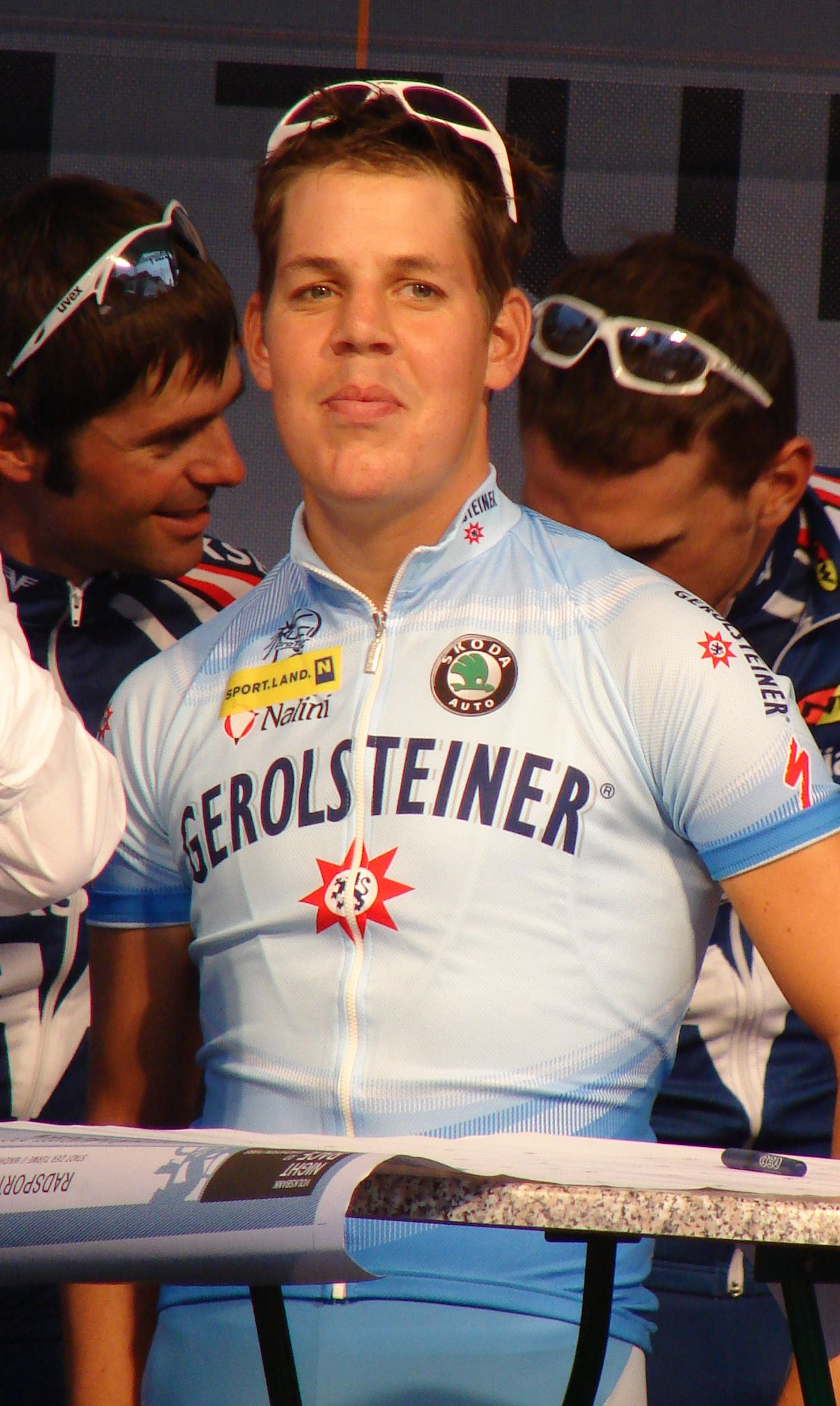
Bernhard Kohl wurde im Oktober 2008 des Dopings mit dem EPO-Mittel CERA überführt.

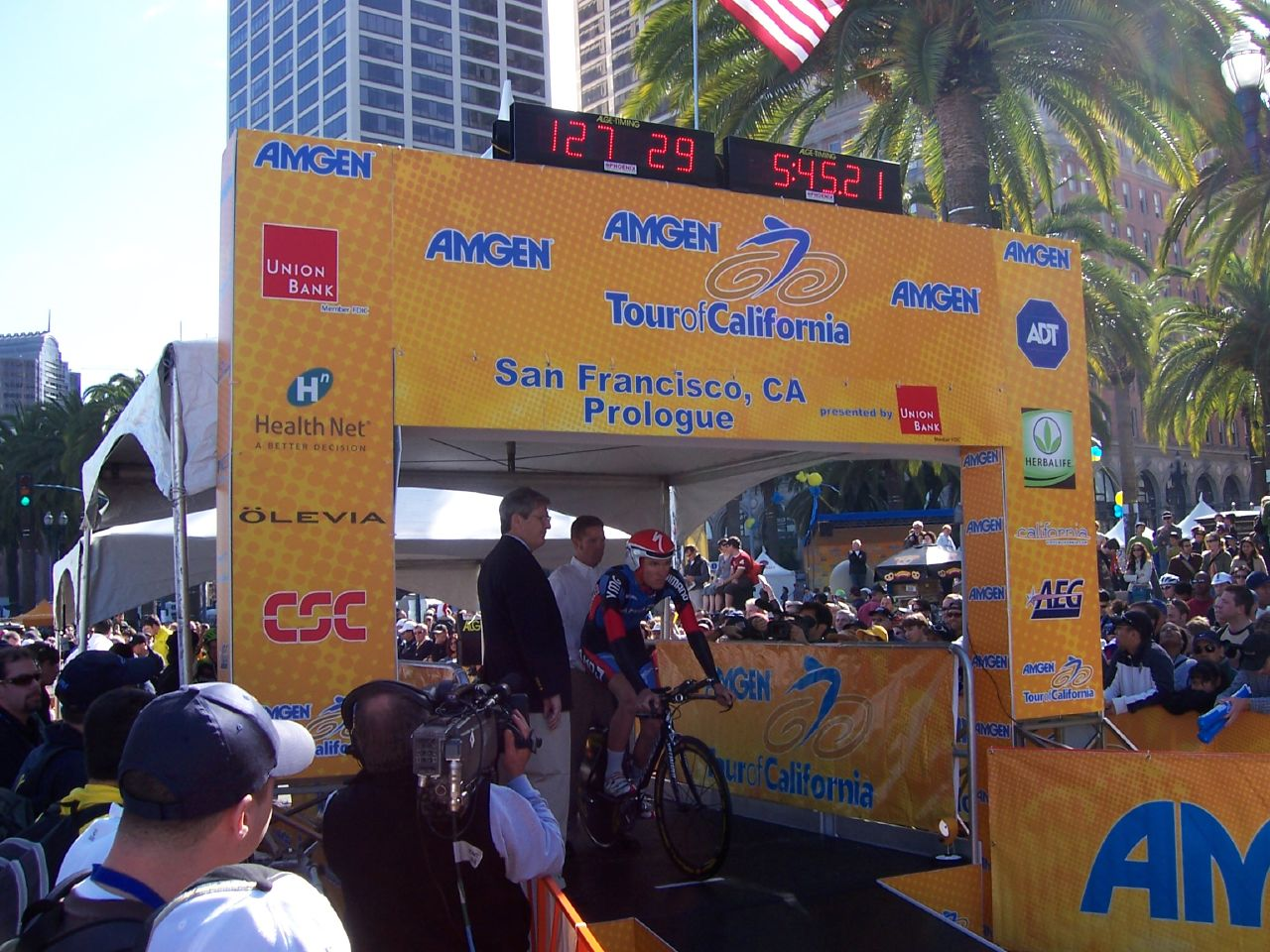
Das Biotechunternehmen Amgen, Hersteller der EPO-Präparate Epogen und Aranesp, ist Hauptsponsor der Radsportveranstaltung Tour of California.

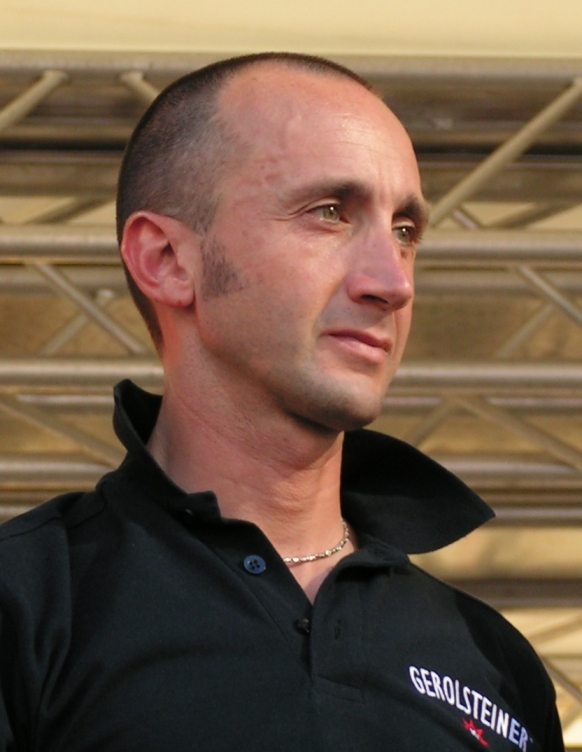
Silbermedaillengewinner Davide Rebellin wurde im April 2009 bei Nachkontrollen von Dopingproben, die bei den Olympischen Spielen 2008 in Peking genommen worden sind, positiv auf das EPO-Mittel CERA getestet.

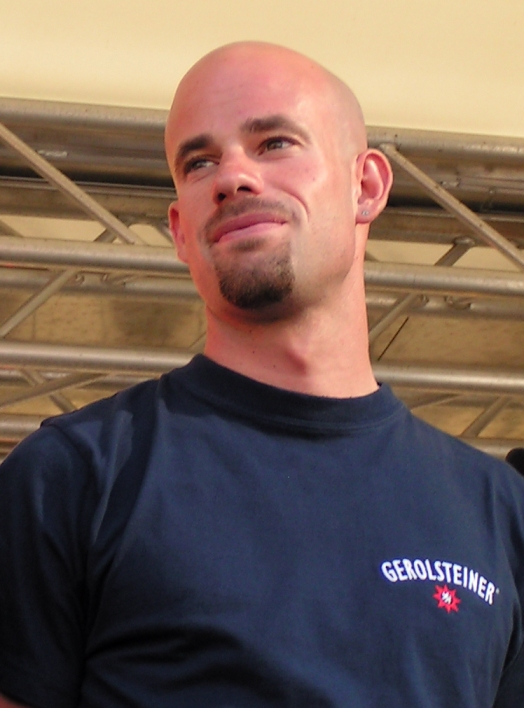
Bei Stefan Schumacher wurde in insgesamt drei Dopingproben der Tour de France 2008 und der Olympischen Spiele von Peking 2008 das EPO-Mittel CERA nachgewiesen.

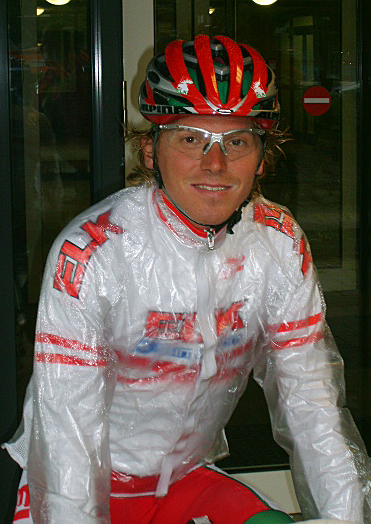
Christian Pfannberger wurde im März 2009 positiv auf EPO-Doping getestet. Nach seinem Testosteron-Missbrauch aus dem Jahr 2004 wurde er im November 2009 lebenslang gesperrt.

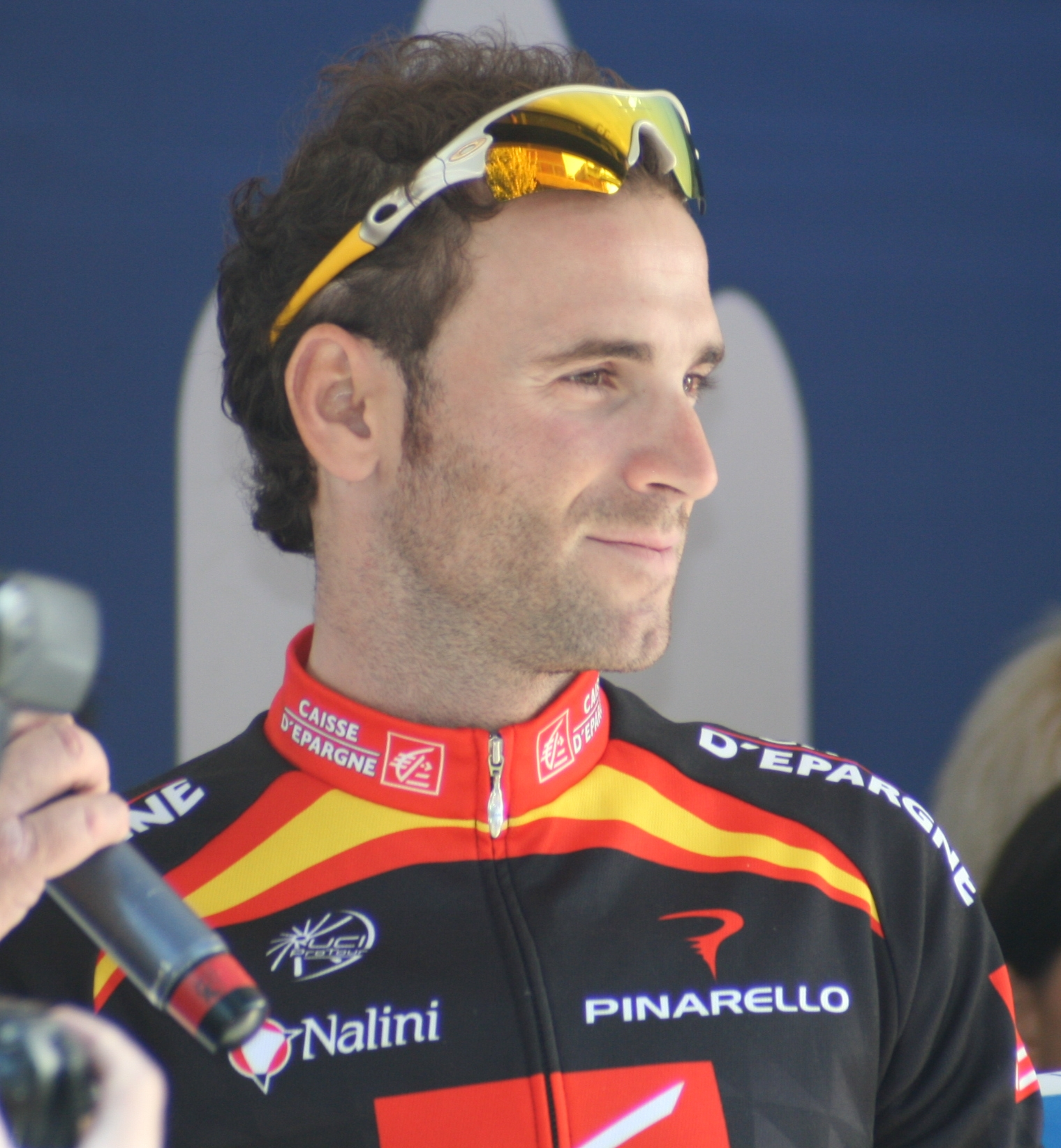
In Blutkonserven von Alejandro Valverde, die beim spanischen „Dopingarzt“ Eufemiano Fuentes gelagert waren, wurden laut CAS-Urteil vom März 2010 Spuren einer nicht-körpereigenen Form von EPO gefunden.

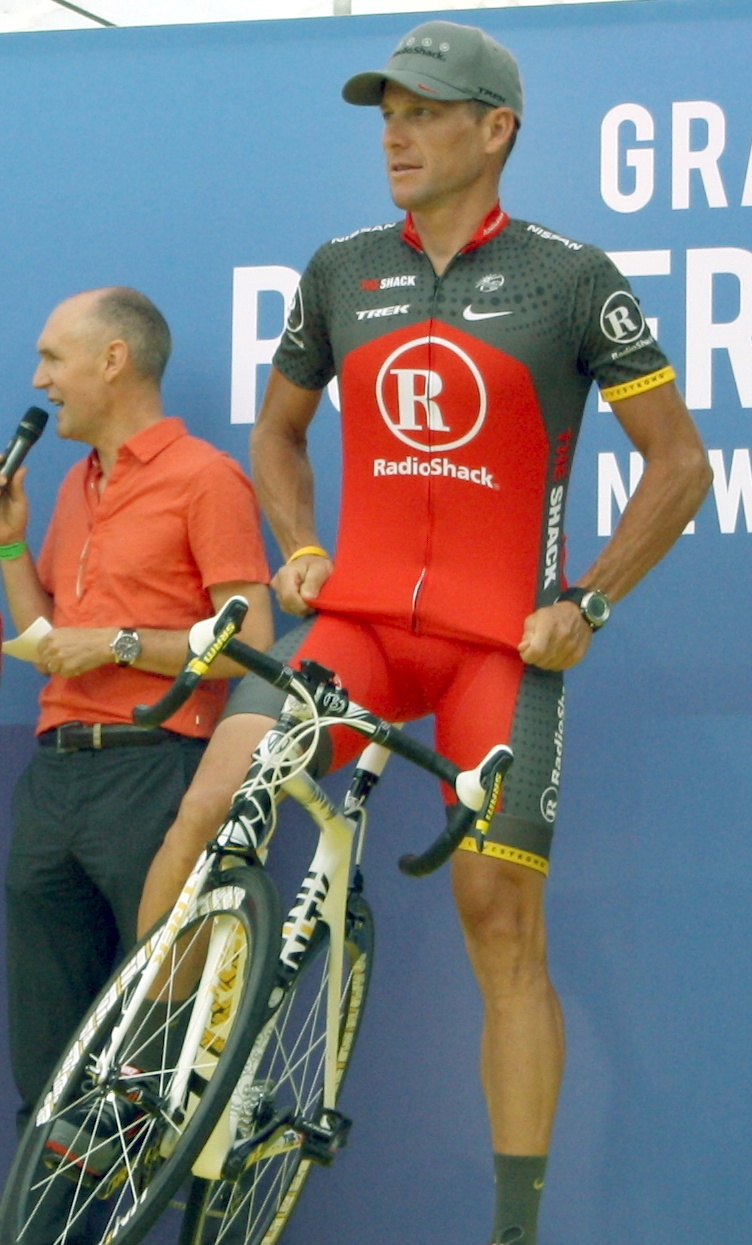
US-Radsportstar Lance Armstrong sorgte nach seinem Geständnis im Fernsehinterview mit Oprah Winfrey im Januar 2013 für den größten Dopingskandal in der Sportgeschichte

- EPO wurde mit der gewichtigen Nebenrolle, die es bei der Tour de France 1998 unter anderem durch Funde bei der Festina-Mannschaft erlangte, Inbegriff der leistungssteigernden, aber nur schwer nachweisbaren Sportdroge. Die Funde und die Ermittlungen rund um die Festina-Mannschaft wurden auch unter dem Namen Festina-Affäre bekannt. In der Folge wurden die für Festina startenden Radprofis Richard Virenque, Laurent Brochard, Laurent Dufaux, Armin Meier, Christophe Moreau, Didier Rous, Neil Stephens, Cédric Hervé und Alex Zülle durch die UCI gesperrt (siehe Artikel Doping im Radsport).
- Jan Ullrich, Gesamtsieger Marco Pantani, Punktesieger Erik Zabel, Laurent Jalabert und Mario Cipollini waren die prominentesten von rund 60 Fahrern, die laut einem Untersuchungsbericht des französischen Senats vom Juli 2013 bei der Tour de France 1998 anhand zuordenbarer Nachtests des Dopings mit EPO überführt werden konnten. Zu den Beschuldigten gehörte auch Ullrichs und Zabels Teamkollege Jens Heppner, der Franzose Jacky Durand sowie der Spanier Abraham Olano. Im Zuge dieser Enthüllungen gestand Stuart O’Grady den EPO-Missbrauch bei der Tour ’98 ein.
- Im Jahr 2000 gestand der ehemalige Schweizer Radprofi Rolf Järmann, seit Beginn der 1990er Jahre systematisch mit EPO gedopt zu haben.
- Im Vorfeld der Deutschland Tour 2000 wurde der Radprofi Holger Sievers des EPO-Dopings überführt, vom Bund Deutscher Radfahrer mit einer siebenmonatigen Sperre belegt und von seinem damaligen Team „Nürnberger“ fristlos entlassen.
- Am 23. April 2000 gab der Franzose Jerome Chiotti in einem Interview mit dem Magazin Vélo Vert zu, beim Gewinn der Mountainbike-Weltmeisterschaften 1996 im australischen Cairns mit EPO gedopt zu haben. Der Titel wurde ihm daraufhin aberkannt und stattdessen der Schweizer Thomas Frischknecht zum Sieger erklärt.
- Die A-Probe des dänischen Radrennfahrers Bo Hamburger wurde am 19. März 2001 positiv auf EPO getestet. Die B-Probe lag dagegen unterhalb der kritischen Kenngröße, jedoch über dem sonst üblichen Normalwert. Hamburger wurde zwar des Dopings freigesprochen, dennoch entließ ihn sein Rennstall Team CSC fristlos. 2007 veröffentlichte er ein Dopinggeständnis mit EPO.
- Der Schweizer Roland Meier wurde nach positiver A- und B-Probe bei einer Kontrolle beim Radklassiker Flèche Wallonne am 18. April 2001 wegen EPO-Dopings für 8 Monate gesperrt.
- Der Schwede Niklas Axelsson wurde während der Straßen-Weltmeisterschaften im Oktober 2001 in Lissabon positiv auf EPO-Doping getestet und anschließend für zwei Jahre gesperrt.
- Im Vorfeld der Tour de France 2001 wurde der für das Euskaltel-Euskadi-Team startende Baske Txema Del Olmo des EPO-Dopings überführt. Der spanische Radsportverband sah jedoch von einer Sperre mit der Begründung ab, die neue Nachweismethode sei fehlerhaft. Der halbstaatliche französische Anti-Dopingrat CPLD verhängte demgegenüber im Februar 2002 eine dreijährige Sperre gegen Del Olmo.
- Der Russe Faat Zakirov wurde nach dem Prolog des Giro d’Italia 2002 positiv auf das EPO-Derivat Aranesp getestet und umgehend von seinem Team Panaria entlassen.
- Der Niederländer Bas van Dooren wurde bei den Mountainbike-Weltmeisterschaften 2002 in Kaprun positiv auf EPO getestet. Einer drohenden Sperre entzog er sich durch seinen Rücktritt.
- Beim Giro d’Italia 2003 wurde der litauische Radprofi Raimondas Rumšas der illegalen Einnahme von EPO überführt, vom UCI gesperrt und darauf von seinem Team Lampre suspendiert.
- Bei der Tour de France 2003 wurde der spanische Radprofi Javier Pascual Llorente (Kelme) nach der zwölften Etappe positiv auf EPO getestet und im November desselben Jahres vom internationalen Sportgerichtshof für 18 Monate gesperrt.
- Im Januar 2004 gestand der Franzose Philippe Gaumont, mehrfach mit EPO-Präparaten gedopt zu haben. Danach zog er sich vom aktiven Leistungssport zurück.
- Im März 2004 veröffentlichte die spanische Zeitung As eine Serie von Berichten, in denen der spanische Radprofi Jesús Manzano eine detaillierte Beschreibung der Dopingpraktiken im Team Kelme gab. Laut Manzanos Aussage wurden ihm während der Tour de France EPO, Cortison, Wachstumshormone und Tierplasma verabreicht. Außerdem sei das Doping im ganzen Team professionell geplant und durchgeführt worden.
- Im Juni 2004 gestand der für das Team Equipe Cofidis startende britische Radprofi David Millar nach polizeilichen Verhören ein, beim Titelgewinn der Zeitfahr-WM im kanadischen Hamilton mit EPO gedopt gewesen zu sein. Der Australier Michael Rogers wurde daraufhin nachträglich zum Weltmeister erklärt und Millar von Cofidis fristlos entlassen.
- Im Juli 2004 wurde der Belgier Dave Bruylandts vom Team Unibet.com positiv auf EPO-Doping getestet und anschließend für 18 Monate gesperrt.
- Am 22. Juli 2004 wurde der Schweizer Profiradrennfahrer Oscar Camenzind bei einer Dopingkontrolle positiv auf EPO getestet. Er verzichtete daraufhin auf eine Teilnahme an den Olympischen Sommerspielen 2004 in Athen, wurde von seinem Radsportteam Phonak Hearing Systems am 9. August 2004 freigestellt und verkündete am darauffolgenden Tag in Luzern sein Karriereende.
- Der belgische Mountainbiker Filip Meirhaeghe, Gewinner der Silbermedaille bei den Olympischen Sommerspielen 2000 in Sydney, wurde am 29. Juli 2004 beim Weltcup in Mont Sainte-Anne (Québec, Kanada) des EPO-Dopings überführt und für 15 Monate von allen Wettkämpfen ausgeschlossen.
- Im Dezember 2004 wurden laut einem Bericht der französischen Zeitung L'Équipe vom 23. August 2005 in tiefgefrorenen Urinkonserven des siebenmaligen Tour-de-France-Siegers Lance Armstrong sowie sechs weiterer Radprofis (darunter auch Manuel Beltrán) aus dem Jahr 1999 Spuren von nicht körpereigenem EPO nachgewiesen. Armstrong bestreitet die Vorwürfe und behauptete, dass die Proben durch nicht sachgemäßen Umgang wohl verunreinigt worden seien. Der US-Amerikaner Frankie Andreu und ein weiterer, nicht namentlich bekannter Teamkollege Armstrongs gestanden im September 2006, als Armstrongs Helfer beim Tour-Gewinn 1999 mit EPO gedopt zu haben.
- Ebenfalls im Dezember 2004 wurde der belgische Querfeldein-Fahrer Ben Berden bei einer Kontrolle im Rahmen einer Veranstaltung in Essen des EPO-Dopings überführt und nachfolgend für 15 Monate gesperrt.
- Der italienische Radprofi Luca De Angeli wurde im April 2005 während der Internationalen Coppi- und Bartali-Woche des EPO-Dopings überführt und nachfolgend für zwei Jahre gesperrt.
- Im Mai 2005 wurde der Niederländer Marc Lotz des EPO-Dopings überführt und von seinem Team Quick Step entlassen.
- Der belgische Meister bei den Radprofis von 2001, Ludovic Capelle, wurde im Rahmen einer Dopingkontrolle am 7. Juni 2005 positiv auf EPO-Missbrauch getestet und daraufhin zunächst für 18 Monate gesperrt. Capelle konnte jedoch im Dezember 2005 aufgrund eines Formfehlers bei der Dopingkontrolle einen nachträglichen Freispruch erwirken. Auf der Dopingprobe war vermerkt, dass Capelle bei der Teilnahme am Radrennen im belgischen Gullegem für die Dopingkontrolle gelost worden war. Dies stellte sich im Nachhinein als falsch heraus.
- Die frühere zweifache Juniorenweltmeisterin Geneviève Jeanson wurde im Juli 2005 positiv auf EPO-Doping getestet. Später gab sie zu, schon seit ihrem 16. Lebensjahr EPO-Präparate genommen zu haben. Anfang April 2009 wurde sie für ihre Vergehen vom Canadian Center for Ethics in Sport (CCES) mit einer zehnjährigen Sperre belegt. Zudem wurden ihr Trainer Andre Abut und ihr behandelnder Arzt Maurice Duquette wegen Verabreichung von Dopingmitteln an Minderjährige lebenslang gesperrt.
- Im August 2005 gestand der italienische Radprofi Dario Frigo vom Team Fassa Bortolo ein, bei der vergangenen Tour de France mit EPO gedopt zu haben, nachdem er vor Beginn der elften Etappe der Tour von der französischen Polizei wegen Dopingverdachts festgenommen worden war. Frigo wurde im Oktober 2005 in Zusammenhang mit der Dopingaffäre beim Giro d’Italia 2001 zu sechs Monaten Haft auf Bewährung und einer Geldstrafe von 12.000 Euro verurteilt.
- Im November 2005 wurde Vuelta-Rekordsieger Roberto Heras positiv auf EPO getestet. Der Gewinn seines letzten Titels bei der Spanienrundfahrt wurde ihm daraufhin aberkannt und stattdessen wurde der Russe Denis Menschow zum Sieger erklärt. Heras bestreitet die wissentliche Einnahme von Dopingmitteln und kündigte im Februar 2006 die Einleitung eines Berufungsverfahrens gegen die gegen ihn erlassene zweijährige Sperre an. Sein Rennstall Liberty Seguros-Würth (seit Mai 2006 Team Astana) entließ ihn dennoch fristlos. Am 23. Mai 2006 wurde Teamchef Manolo Saiz zusammen mit dem Physiotherapeuten von Liberty Seguros-Würth, Eufemiano Fuentes, von der Guardia Civil festgenommen. Weitere Konsequenz der Durchsuchung war die Suspendierung von Jan Ullrich, Oscar Sevilla und Rudy Pevenage vom Team T-Mobile sowie der Ausschluss von 56 weiteren Radsportlern (darunter Ivan Basso vom Team CSC), die ebenfalls im Verdacht stehen, mit Fuentes zusammengearbeitet zu haben, von der Tour de France 2006. Dabei soll es sich auch um Blutdoping und den Missbrauch von EPO handeln. Siehe Hauptartikel: Dopingskandal Fuentes
- Am 21. September 2006 gab der Österreichische Radsportverband bekannt, dass drei österreichische U23-Radfahrer, die bei der Heim-WM hätten starten sollen, positiv auf EPO getestet wurden (siehe auch Doping bei den UCI-Straßen-Weltmeisterschaften 2006).
- Das belgische Radsportidol Johan Museeuw gab im Januar 2007 zu, während seiner aktiven Zeit auf verbotene Substanzen zur Leistungssteigerung, darunter auch EPO, zurückgegriffen zu haben.[5] Bereits 2004 sperrte ihn der belgische Radsportverband auf Grundlage von Telefon- und SMS-Abhörprotokollen, die einen Medikamentenmissbrauch nahelegten.
- Am 5. Februar 2007 erschien das autobiographische Buch „Ik ben God niet“ (dt. „Ich bin nicht Gott“) des belgischen Radprofis Frank Vandenbroucke, in dem dieser zugibt, mit EPO gedopt zu haben.
- Der russische Radprofi Alexander Filippow, Sieger der Friaul-Rundfahrt 2007, wurde am 25. März 2007 beim Rennen “Piccola Sanremo” positiv auf EPO getestet.[6]
- Radprofi Bert Dietz gestand am 21. Mai 2007 in der ARD-Sendung Beckmann, seit 1995 zunächst beim damaligen Team Telekom und später beim Team Nürnberger unter Anleitung durch die später geständigen Team-Telekom-Ärzte Lothar Heinrich und Andreas Schmid vom Universitätsklinikum Freiburg regelmäßig mit EPO, humanem Wachstumsfaktor und Cortison gedopt zu haben. In diesem Zusammenhang wurden auch in leitender Position tätige Betreuer des damaligen Teams Telekom genannt, die unter anderem mit der Abrechnung der durch den Fahrer verbrauchten Dopingmittel befasst gewesen sein sollen. Im Wesentlichen bestätigte Dietz damit die Beschuldigungen des damaligen Masseurs des Team Telekom, Jef D’hont, die dieser in seinem Buch Memoires van een wieler-verzorger (Erinnerungen eines Radfahrer-Pflegers) im April 2007 veröffentlicht hatte.
- Die Aussagen von Bert Dietz zu einer systematischen Verabreichung verbotener Substanzen an Fahrer des Team Telekom wurden am 22. Mai 2007, also nur einen Tag später, durch dessen damaligen Mannschaftskollegen Christian Henn bestätigt. Auch Henn gab zu, in seiner aktiven Laufbahn zwischen 1995 und 1999 EPO zur Leistungssteigerung von den Teamärzten verabreicht bekommen zu haben.
- Am 23. Mai 2007 gestand auch Udo Bölts, Edelhelfer in Jan Ullrichs Tour-de-France-Team 1997, bis nach der Tour de France 1997 mit EPO gedopt zu haben.
- Am 24. Mai 2007 bestätigen die Radprofis Erik Zabel und Rolf Aldag in einer Pressekonferenz des Team T-Mobile in Bonn, dass sie wie Bert Dietz ebenfalls mit EPO gedopt haben.
- Als sechster Ex-Telekom-Fahrer räumte der Däne Brian Holm den Missbrauch von EPO zu Dopingzwecken ein.
- Als erster Toursieger und siebter ehemaliger Telekom-Fahrer gestand am 25. Mai 2007 der Däne Bjarne Riis EPO-Missbrauch. Der ehemalige Radprofi gab zu, sich auch bei der Frankreich-Rundfahrt 1996 als Kapitän des Teams Telekom mit EPO gedopt zu haben. Auch habe er dies zwischen 1993 und 1998 getan. Danach wurde Riis zunächst aus der Siegerliste der Tour de France gestrichen und von der Tourleitung in der Funktion des Teamchefs des Rennstalls CSC nicht mehr akzeptiert. An der Tour 2008 nahm Riis allerdings wieder teil und war auch wieder als Sieger der 1996er Rundfahrt aufgeführt.
- Der italienische Radprofi Luca Ascani wurde nach seinem Gewinn der italienischen Meisterschaft im Zeitfahren am 26. Juni 2007 des EPO-Dopings überführt.
- In einem Interview mit dem Nachrichtenmagazin Der Spiegel vom 30. Juni 2007 gestand der ehemalige Telekom-Profi Jörg Jaksche, jahrelang gedopt zu haben. Er habe 1997 mit der Einnahme von EPO begonnen und sich ab 2005 verbotenen Eigenbluttherapien als Kunde des spanischen Dopingarztes Fuentes unterzogen.[7] In diesem Zusammenhang belastet Jaksche seine ehemaligen sportlichen Leiter bei den Teams Polti und Telekom, Gianluigi Stanga und Walter Godefroot, schwer. Jaksche sagte weiter, dass er bei der Aufklärung der „Puerto“-Affäre helfen und somit eine kürzere Sperre für sich bewirken wolle.
- Bei der erneut von Dopingskandalen überschatteten Tour de France 2007 wurde die A-Probe des baskischen Radprofis Iban Mayo bei einer Dopingkontrolle während des zweiten Ruhetages positiv auf EPO getestet. Trotz noch ausstehender B-Probe wurde Mayo von seinem Team Saunier Duval-Prodir umgehend suspendiert. Der internationale Sportgerichtshof CAS verhängte im August 2008 eine zweijährige Sperre gegen Mayo, die rückwirkend ab dem 31. Juli 2007 galt.[8]
- Im September 2007 wurde bekannt, dass gleich in mehreren Urinproben des während der Tour de France 2007 suspendierten dänischen Radprofis Michael Rasmussen das Präparat DynEpo durch das Dopinglabor in Châtenay-Malabry nachgewiesen werden konnte. Die Welt-Anti-Doping-Agentur (WADA) hatte die Nachweismethode für Dynepo allerdings noch nicht autorisiert. Daher war der positive Befund juristisch nicht verwertbar.
- Im Rahmen umfangreicher Aussagen zu den Dopingpraktiken des Teams T-Mobile hat der des Testosteron-Dopings überführte Radprofi Patrick Sinkewitz im November 2007 eingestanden, seit 2003 auch mit EPO gedopt zu haben.
- Der dänische Radprofi Peter Riis Andersen wurde am 25. Juni 2008 bei einer Trainingskontrolle von Anti Doping Danmark (ADD) positiv auf die verbotene Substanz EPO getestet. Andersen wurde daraufhin durch das dänische NOK aus dem Team für die Olympischen Spiele in Peking ausgeschlossen.
- Bei der Tour de France 2008 sind zunächst drei Dopingfälle mit EPO bekannt geworden. Die spanischen Fahrer Manuel Beltrán und Moisés Dueñas wurden positiv auf die Einnahme von EPO getestet. Bei dem Italiener Riccardo Riccò wurde erstmals CERA, eine EPO-Modifikation, nachgewiesen. Die spanische Tageszeitung El País berichtete am 19. Juli 2008, dass Riccòs Teamgefährte Leonardo Piepoli zugegeben hat, ebenfalls mit EPO gedopt zu haben. Während Piepoli diese Aussage zwischenzeitlich dementierte, hat Ricco sein Dopingvergehen eingestanden. Der positive Befund bei Manuel Beltrán bestätigte sich im September 2008 bei der Analyse der B-Probe. Sieben Wochen nach Abschluss der Tour de France berichtete der Präsident der französischen Anti-Doping-Agentur AFLD, Pierre Bodry, im September 2008 von weiteren Verdachtsfällen in Zusammenhang mit der illegalen Einnahme von CERA und kündigte weiterführende Untersuchungen an.
- Am 31. Juli 2008 gab das Nationale Olympische Komitee Italiens (CONI) bekannt, dass der italienische U23-Meister Giovanni Carini und der 32-jährige Paolo Bossoni mit EPO gedopt haben. Bossoni wurde im Oktober 2008 zu einer zweijährigen Sperre verurteilt.
- Am 5. August 2008 vermeldete die Sportzeitung La Gazzetta dello Sport, dass in einer am 23. Juli beim italienischen Radprofi Emanuele Sella entnommenen Urinprobe das EPO-Derivat CERA gefunden wurde. Nachdem Sella zunächst bestritt, mit CERA gedopt zu haben, gestand er sein Vergehen bei einer Anhörung vor dem Nationalen Olympischen Komitee Italiens (CONI) und nannte zudem den Lieferanten des Dopingpräparats. Diese Aussagen führten Mitte Juli 2009 zu einer groß angelegten Polizeirazzia in Italien, bei der der ehemalige jugoslawische Radrennfahrer und spätere Trainer Aleksandar Nikačević in Padua festgenommen wurde. Ihm und weiteren 30 Tatverdächtigen wurde illegaler Handel mit Dopingmitteln, darunter das EPO-Präparat CERA, vorgeworfen.
- Zum ersten Dopingfall der Olympischen Sommerspiele in Peking 2008 wurde die Spanierin Isabel Moreno. Bei der Medaillenkandidatin für das Einzelzeitfahren wurde am 31. Juli bei einer Trainingskontrolle im olympischen Dorf die illegale Einnahme von EPO nachgewiesen.
- Am 6. Oktober 2008 gab Teamchef Hans-Michael Holczer vom Team Gerolsteiner bekannt, dass die während der Tour de France 2008 am 3. und 15. Juli entnommenen A-Proben von Radprofi Stefan Schumacher positiv auf das Dopingmittel CERA getestet wurden. Zudem bestätigte das Olympische Komitee Italiens CONI, dass neben Riccardo Riccò als zweiter Italiener bei der Tour nun auch Leonardo Piepoli des Dopings mit CERA überführt wurde. Piepolis Dopingvergehen konnte zunächst durch positive Befunde seiner Proben vom 4. und 15. Juli 2008 und dann durch die Analyse der B-Probe im November 2008 bestätigt werden. Am 18. Dezember wurde er für zwei Jahre gesperrt. Riccòs zweijährige Sperre wurde im März 2008 durch den Internationalen Sportgerichtshof CAS auf 20 Monate reduziert. Schumacher wurde nach langwierigen juristischen Auseinandersetzungen mit der französischen Anti-Doping-Agentur AFLD durch den Radsportverband UCI im März 2009 für zwei Jahre gesperrt.
- Am 13. Oktober 2008 vermeldete der Geschäftsführer der österreichischen nationalen Antidoping-Agentur, Andreas Schwab, dass Stefan Schumachers Teamkollege Bernhard Kohl während der Tour de France 2008 offenbar ebenfalls mit dem Dopingpräparat CERA gedopt hat; bei Nachkontrollen wurde die A-Probe als positiv begutachtet. Am Folgetag gab Hans-Michael Holczer den sofortigen Rückzug seines Teams Gerolsteiner bekannt und kündigte seinen persönlichen Rückzug aus dem Radsport an. Bernhard Kohl hat den Dopingmissbrauch mittlerweile gestanden.
- Der portugiesische Straßenmeister João Cabreira wurde Ende Februar 2009 wegen Verschleierung von EPO-Doping für zwei Jahre gesperrt. In Urinproben vom 19. Mai 2008 hatte das Dopinglabor der Sporthochschule Köln Spuren eines proteolytischen Enzyms gefunden.
- Nach positiven EPO-Dopingbefunden des Österreichers Ferdinand Bruckner in Proben vom 9. und 11. März 2009 verzichtete dieser auf die Öffnung der B-Proben und gab sein Dopingvergehen zu.
- Im Zuge von Nachkontrollen von Dopingproben, die während der Olympischen Spiele 2008 in Peking genommen worden sind, wurden Ende April 2009 insgesamt 6 neue Fälle von Doping mit dem EPO-Mittel CERA bekannt. Davon betroffen waren drei Leichtathleten (darunter Olympiasieger Rashid Ramzi), zwei Radprofis und ein Gewichtheber. Das Nationale Olympische Komitee Italiens (CONI) hat bestätigt, dass es sich bei einem der beiden Radprofis um den Italiener Davide Rebellin handelt. Kurz darauf gab der Bund Deutscher Radfahrer bekannt, dass es sich bei dem zweiten Radprofi um Stefan Schumacher handelt. Im März 2013 gestand dieser in einem Interview mit dem Magazin Der Spiegel, jahrelang systematisch gedopt zu haben.[9]
- Der Österreicher Christian Pfannberger wurde nach einer Kontrolle vom 19. März 2009 positiv auf EPO-Doping getestet. Dies wurde am 7. Mai durch den Weltradsportverband UCI bestätigt. Der Radprofi vom Team Katusha wurde infolge seines vorherigen Testosteron-Dopings aus dem Jahr 2004 im November 2009 lebenslang gesperrt.
- Der Abschlussbericht zur Dopingaffäre an der Universitätsklinik Freiburg vom 12. Mai 2009 kommt zu dem Schluss, dass das unter Federführung der Freiburger Ärzte Lothar Heinrich und Andreas Schmid durchgeführte EPO-Doping seit 1993 im Team Telekom gängige Praxis war. Die Expertenkommission stützt sich dabei insbesondere auf die Aussagen des ehemaligen Betreuers Jef D’hont. Zu den ersten Fahrern, die mit EPO-Präparaten gedopt wurden, gehörten demnach Uwe Ampler und Olaf Ludwig. Neben diesen und den bereits geständigen Fahrern Dietz, Henn, Holm, Aldag und Bölts seien in der Saison 1993/94 auch Steffen Wesemann und Jens Heppner mit entsprechenden Mitteln versorgt worden. Bjarne Riis habe sich bei der Tour de France 1996 jeden zweiten Tag selbst EPO gespritzt, was zu gesundheitsgefährdenden Hämatokritwerten von mindestens 60 % geführt habe. Erik Zabel habe mit dem EPO-Doping 1996 nach der Tour de Suisse begonnen.[10]
- Anfang Juni 2009 wurde bekannt, dass der Spanier Antonio Colom bei einer am 2. April 2009 durchgeführten Dopingkontrolle positiv auf EPO-Doping getestet wurde.
- Mitte Juni 2009 gab der ehemalige niederländische Spitzenfahrer Steven Rooks bekannt, seit Beginn der 1990er Jahre EPO zur illegalen Leistungssteigerung genommen zu haben. Bereits Ende 1999 hatte Rooks Dopingvergehen mit Testosteron und Amphetaminen eingestanden.
- Anfang Juli 2009 wurde bekannt, dass bei Nachkontrollen von Urinproben des Niederländers Thomas Dekker vom Dezember 2007 EPO-Missbrauch festgestellt wurde.
- Beim Spanier Íñigo Landaluze wurde in Dopingproben vom 7. Juni 2009 bei der Rundfahrt Dauphiné Libéré und bei einer Trainingskontrolle am 16. Juni 2009 das EPO-Mittel CERA nachgewiesen.
- Der Spanier Ricardo Serrano wurde vor dem Giro d’Italia im Mai 2009 und während der Tour de Suisse am 13. Juni 2009 positiv auf das EPO-Mittel CERA getestet.
- Der deutsche Radprofi Olaf Pollack wurde am 6. Juli 2009 bei einer Trainingskontrolle positiv auf EPO-Doping getestet und deshalb bis zum 13. September 2011 gesperrt. Zudem wurden ihm seine Titel im Punktefahren und Zweier-Mannschaftsfahren bei der Bahn-DM 2009 in Erfurt aberkannt.
- Am 22. Juli 2009 gab die UCI bekannt, dass beim Italiener Danilo Di Luca in zwei während des Giro d’Italia entnommenen A-Proben Spuren des EPO-Mittels CERA gefunden wurden. Di Luca wurde bei Dopingvergehen in der Vergangenheit bereits mit einer zwei- bzw. einer sechsmonatigen Sperre bestraft. Im Rahmen einer Trainingskontrolle am 29. April 2013 wurde er erneut positiv getestet.
- Am 31. Juli 2009 gab die UCI die vorläufige Sperre des Spaniers Mikel Astarloza bekannt. Bei Astarloza wurde bei einer Kontrolle am 26. Juni 2009 der Missbrauch von EPO nachgewiesen.
- Der Italiener Maurizio Biondo wurde nach einer positiven A-Probe vom 12. August 2009 am 14. September 2009 durch die UCI bis zur Analyse der B-Probe provisorisch gesperrt.
- Die Spanier Isidro Nozal und Héctor Guerra sowie der Portugiese Nuno Ribeiro wurden wegen positiver Trainingskontrollen vom 3. August 2009 am 18. September 2009 durch die UCI gesperrt.
- Der Italiener Gabriele Bosisio wurde bei einer Trainingskontrolle vom 2. September 2009 positiv auf die illegale Einnahme von EPO getestet.
- Anfang Oktober 2009 wurde bekannt, dass der Italiener Francesco De Bonis bei einer Kontrolle während des Giro d’Italia 2009 positiv auf das EPO-Präparat CERA getestet wurde. Gegen De Bonis hatte die UCI bereits im Juni ein Verfahren aufgrund der Analyse des Biologischen Passes eingeleitet.
- Der Spanier Alberto Fernández wurde bei einer Dopingkontrolle am 15. Oktober 2009 positiv auf EPO-Doping getestet. Die UCI sperrte ihn daraufhin vorläufig.
- Der italienische Radprofi Matteo Priamo wurde auf Grundlage einer Aussage von Dopingsünder Emanuele Sella am 12. November 2009 vom internationalen Sportgerichtshof CAS wegen Dopinghandels mit dem EPO-Präparat CERA für vier Jahre gesperrt.
- Nachdem beim Spanier Eladio Jiménez am 12. August 2009 in der A-Probe einer Dopingkontrolle während der Portugal-Rundfahrt die verbotene Einnahme von EPO nachgewiesen wurde, erhielt er im Dezember 2009 durch die UCI eine vorläufige Sperre. Nach dieser Entscheidung der UCI beendete Jiménez seine Karriere.
- Bei einem Dopingtest am 21. Januar 2010 wurde der Italiener Eddy Ratti der illegalen Einnahme von EPO überführt.
- Der ehemalige US-Radprofi Joseph M. Papp hat sich am 17. Februar 2010 der Anklage wegen illegaler Verbreitung von Dopingmitteln für schuldig bekannt. Papp gestand ein, zwischen 2006 und 2007 an insgesamt 187 Kunden EPO- und HGH-Präparate aus China im Wert von 80.000 $ verkauft zu haben.
- Die beiden polnischen Cross-Fahrer Pawel und Kacper Szczepaniak wurden gemäß Mitteilung der UCI vom März 2010 während der U23-WM in Tschechien, bei der sie die beiden ersten Plätze belegten, positiv auf EPO-Doping getestet. Die Brüder wurden vom nationalen Verband zu Sperren von acht bzw. vier Jahren sowie Geldstrafen verurteilt.
- Ebenfalls im März 2010 wurde bekannt, dass der Italiener Massimo Giunti bei einer Kontrolle am 23. Februar 2010 positiv auf EPO-Doping getestet wurde.
- Nach einem Urteil des internationalen Sportgerichtshofs CAS vom März 2010 gilt der Spanier Alejandro Valverde als EPO-Dopingsünder. Bei dem durch das nationale Olympische Komitee Italiens (CONI) bereits im Mai 2009 wegen der Verwicklung in die Dopingaffäre Fuentes für zwei Jahre gesperrten Radsportler wurden in den ihm zugeordneten Blutkonserven Spuren einer nicht-körpereigenen Form des Zytokins gefunden.
- Der Spanier Manuel Vázquez Hueso wurde laut Mitteilung der UCI bei einer Trainingskontrolle am 20. März 2010 positiv auf EPO-Doping getestet.
- Dem französischen Radprofi Mickaël Larpe wurde anhand einer Kontrolle vom 24. März 2010 EPO-Doping nachgewiesen.
- Der Schweizer Radprofi Thomas Frei wurde im April 2010 positiv auf EPO-Doping getestet.
- Im August 2010 wurde der belgische Radprofi Roy Sentjens positiv getestet und daraufhin vom Team Milram suspendiert. Sentjens erklärte seinen sofortigen Rücktritt vom Radsport.
- Die dreimalige spanische Mountainbike-Weltmeisterin Margarita Fullana wurde bei einer Trainingskontrolle am 30. August 2010 des EPO-Dopings überführt.
- Der Spanier David García wurde am 13. September 2010 im Rahmen einer Kontrolle während der Vuelta positiv auf EPO-Doping getestet.
- Der Italiener Pasquale Muto wurde während der Apenninen-Rundfahrt 2011 positiv auf EPO-Doping getestet.
- Der US-Amerikaner Phil Zajicek wurde am 10. Juni 2011 wegen EPO-Missbrauchs und eidlicher Falschaussage lebenslang gesperrt, nachdem er bereits 2004 wegen Dopings mit Cathin verwarnt und mit einer Geldstrafe belegt worden war.
- Der Russe Denis Galimsjanow wurde bei einer Trainingskontrolle am 22. März 2012 positiv auf das EPO-Doping getestet. Er verzichtete auf die Öffnung der B-Probe, was einem Schuldeingeständnis gleichkam.
- Der Bulgare Iwajlo Gabrowski wurde nach seinem Sieg bei der Türkei-Rundfahrt anhand einer bei der Rundfahrt entnommenen Probe im Juli 2012 positiv getestet und in der Folge für zwei Jahre gesperrt.
- Der US-amerikanische Radsport-Star Lance Armstrong wurde am 22. Oktober 2012 aufgrund mehrerer Zeugenaussagen wegen jahrelangen systematischen Dopings (unter anderem mit EPO) lebenslang gesperrt. Zudem wurden ihm alle sieben gewonnenen Titel bei der Tour de France aberkannt. Im Januar 2013 gestand er in einem Fernsehinterview mit Oprah Winfrey, bei jedem der sieben Toursiege gedopt gewesen zu sein.
- Der ehemalige deutsche Radprofi Grischa Niermann gestand im Januar 2013, in seiner Zeit beim Team Rabobank in den Jahren 2000 bis 2003 mit EPO gedopt zu haben.
- Der Italiener Mauro Santambrogio wurde im Anschluss an die erste Etappe des Giro d’Italia am 4. Mai 2013 positiv auf EPO-Doping getestet.
- Der ehemalige deutsche Radprofi Andreas Klier gab im August 2013 die Einnahme von EPO, Wachstumshormonen, Kortison sowie Bluttransfusionen während seiner aktiven Karriere im Zeitraum von 1999 bis 2006 zu. Die US-amerikanische Antidopingbehörde USADA verurteilte ihn zu einer Aberkennung aller Erfolge ab Juli 2005 und einer sechsmonatigen Sperre als Sportlicher Leiter.
- Die ehemaligen niederländischen Fahrer Jeroen Blijlevens und Bart Voskamp gestanden nach jahrelangem Leugnen im Juli 2014, im Jahr 1998 mit EPO gedopt und EPO-Präparate von Spanien in die Niederlande illegal eingeführt zu haben.[11]
- Nachdem der italienische Radprofi Matteo Rabottini am 11. September 2014 positiv getestet worden war, erhielt er im Mai 2015 eine 21-monatige Sperre.
- Die kasachischen Fahrer Walentin und Maxim Iglinski wurden im September bzw. Oktober 2014 des EPO-Dopings überführt.
- Der italienische Radprofi Davide Appollonio wurde im Juni 2015 positiv getestet und vom Weltradsportweltverband UCI suspendiert.
- Der Portugiese André Cardoso wurde anhand einer Trainingsprobe vom 18. Juni 2017 positiv getestet und anschließend von seinem Team Trek-Segafredo suspendiert.[12]

### Leichtathletik

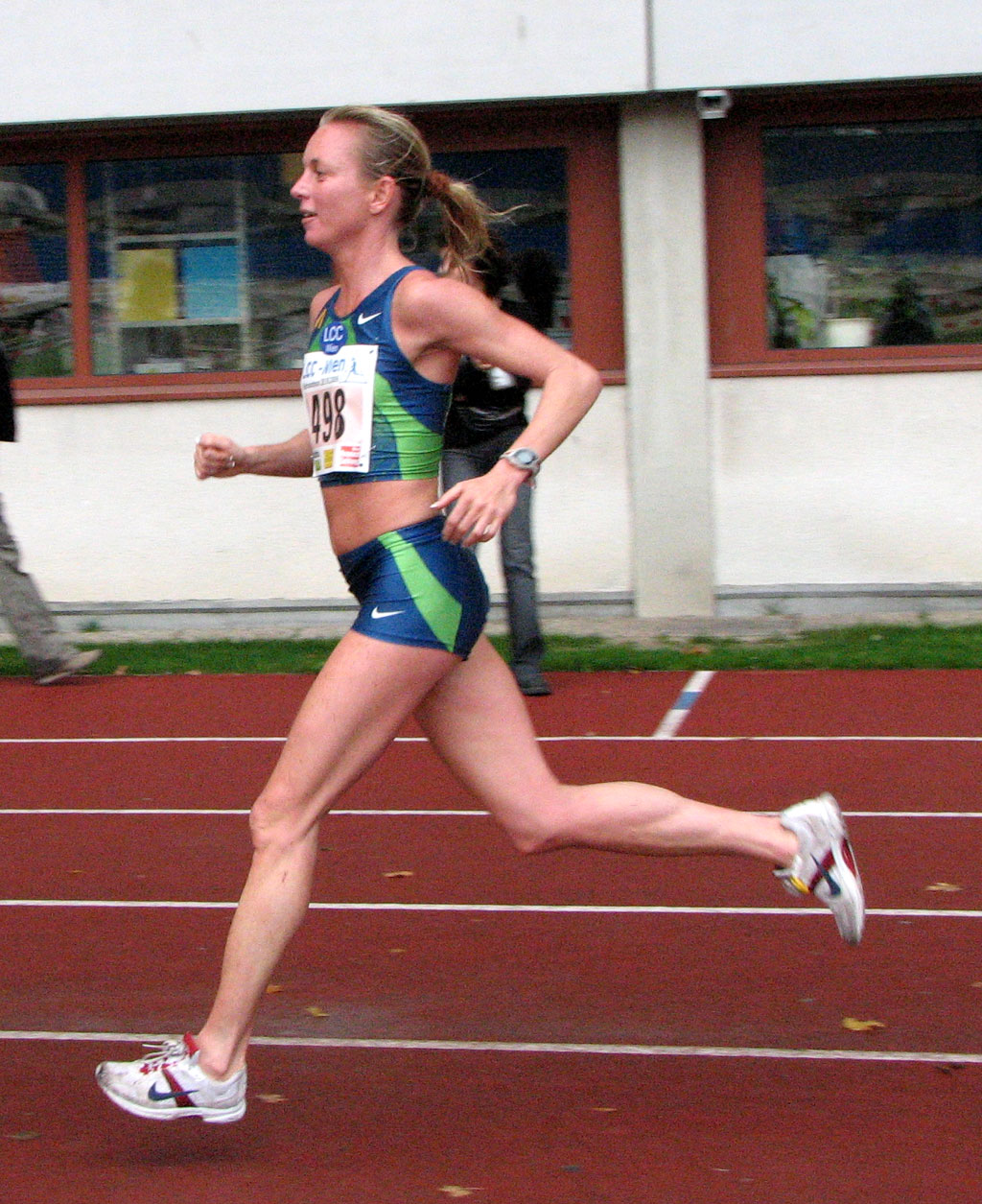
Susanne Pumper wurde bei einer Trainingskontrolle im Vorfeld der Olympischen Spiele 2008 in Peking des EPO-Dopings überführt und für zwei Jahre gesperrt.

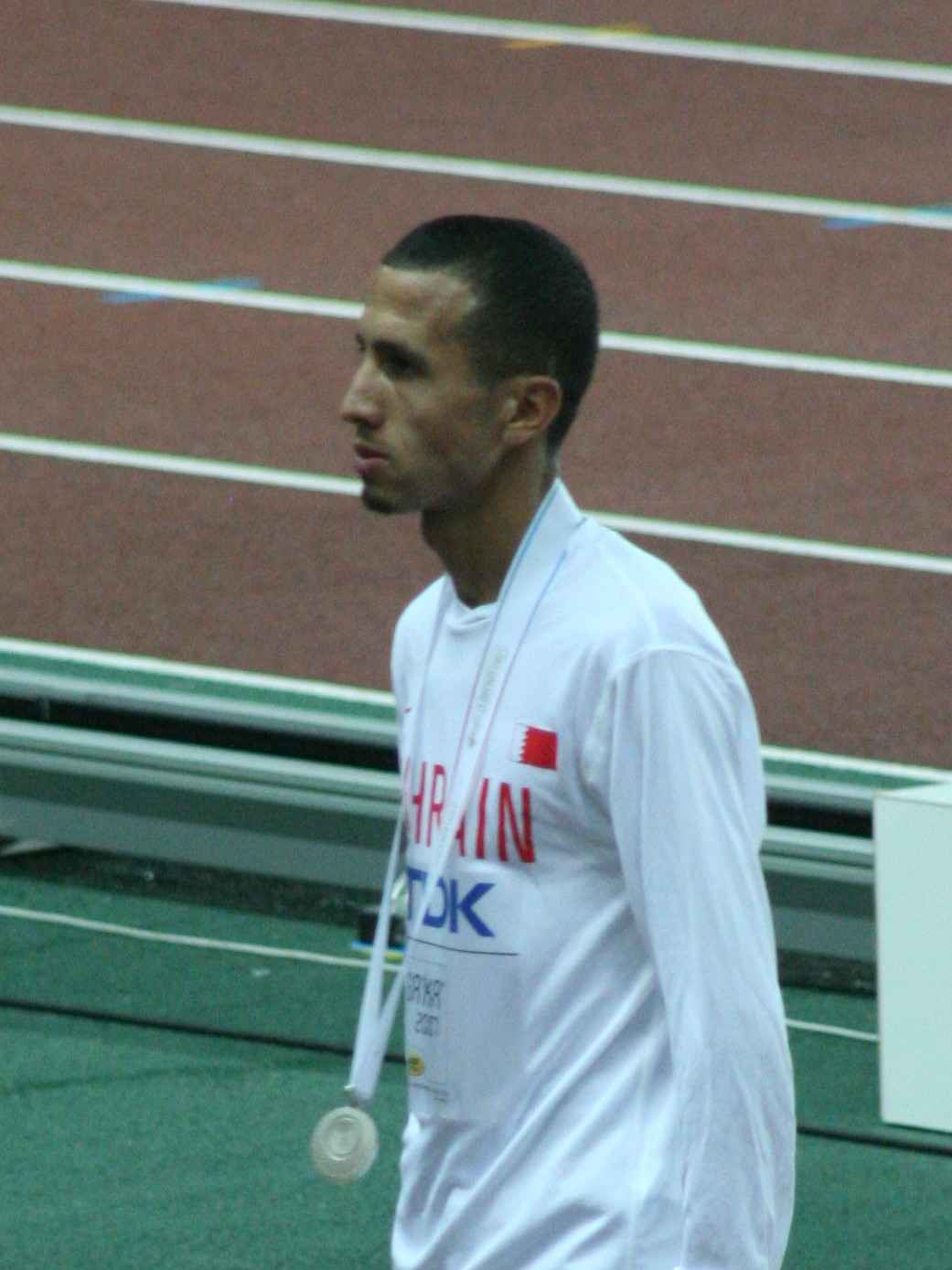
Olympiasieger Rashid Ramzi wurde bei Nachkontrollen im April 2009 überführt, während der Olympischen Spiele 2008 in Peking mit dem EPO-Präparat CERA gedopt zu haben.

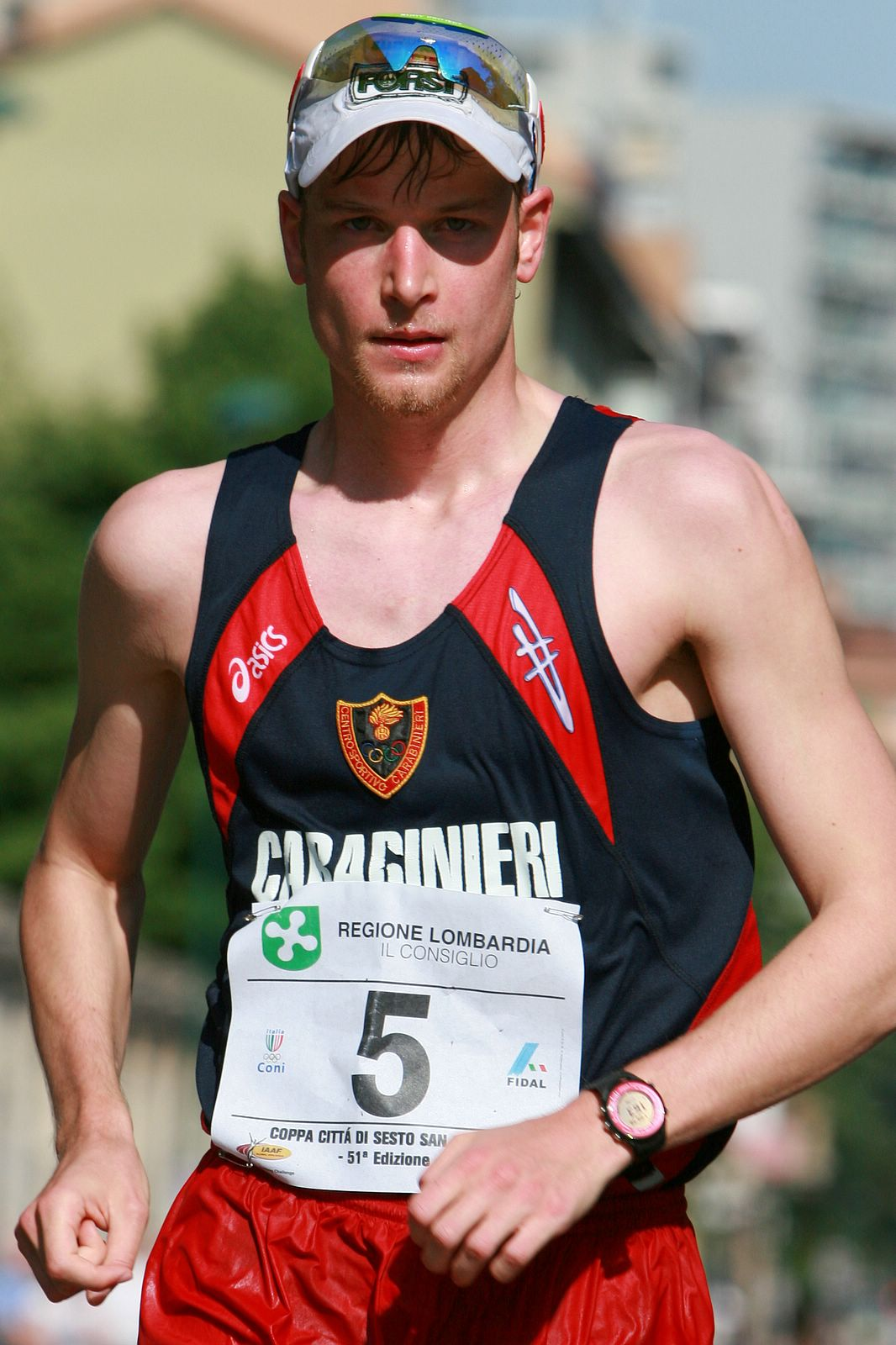
Alex Schwazer, italienischer Olympiasieger 2008 im 50-km-Gehen, wurde kurz vor den Olympischen Sommerspielen 2012 in London positiv getestet.

- Zum ersten juristisch verwertbaren EPO-Dopingfall in der Geschichte der Leichtathletik wurde der Italiener Roberto Barbi. Der Marathonläufer wurde bei einer Kontrolle im Vorfeld der Weltmeisterschaften 2001 in Edmonton positiv getestet. Nachdem ihm bereits 1996 der Missbrauch von Ephedrin nachgewiesen worden war, wurde gegen ihn eine Sperre von vier Jahren verhängt, die nach einem Geständnis auf 25 Monate reduziert wurde. Im Juli 2008 wurde der Italienische Meister von 1999, 2000 und 2004 beim Halbmarathon Marvejols – Mende neuerlich positiv auf beide Substanzen getestet und als Wiederholungstäter lebenslang gesperrt.
- Bei der russischen Läuferin Olga Jegorowa wurde in der A-Probe einer Dopingkontrolle während des Golden League-Meetings in Paris im Juli 2001 EPO nachgewiesen. Eine zunächst verhängte zweijährige Sperre wurde vom IAAF ausgesetzt, weil aus formalen Gründen der Test nicht gewertet wurde.
- Der für Belgien startende Langstreckenläufer Mohammed Mourhit wurde 2002 wegen Missbrauchs von EPO mit einer dreijährigen Sperre belegt, die später um ein Jahr reduziert wurde.
- Der Marokkaner Brahim Boulami wurde im August 2002 nach seinem Weltrekord im 3000-Meter-Hindernislauf beim Golden League Meeting in Zürich der illegalen EPO-Einnahme überführt. Der Weltrekord wurde ihm aberkannt und er wurde für zwei Jahre von allen Leichtathletikwettbewerben ausgeschlossen.
- Beim brasilianischen Läufer Ramiro Nogueira wurde im September 2002 nach einem Halbmarathon in Vitória de Santo Antão EPO-Doping nachgewiesen. Er wurde mit einem zweijährigen Startverbot belegt.
- Die griechische Läuferin Maria Tsirba wurde bei den Hallenweltmeisterschaften in Birmingham nach ihrem 8. Platz im 3000-Meter-Lauf des EPO-Dopings überführt und für zwei Jahre gesperrt.
- Der spanische Mittel- und Langstreckenläufer Alberto García sowie die Langstreckenläuferinnen Pamela Chepchumba aus Kenia und Asmae Leghzaoui aus Marokko wurden 2003 bei den Crossweltmeisterschaften des EPO-Dopings überführt.
- Der französische Mittelstreckler Fouad Chouki wurde bei den Weltmeisterschaften 2003 in Paris positiv auf EPO-Doping getestet und für zwei Jahre gesperrt.
- Im Vorfeld des US-Ausscheidungskampfes im Marathonlauf für die Olympischen Spiele 2004 wurde Eddy Hellebuyck, 1996 Olympiateilnehmer für Belgien und Inhaber des US-Rekords in der Masters-Kategorie, bei einer unangemeldeten Trainingskontrolle positiv auf EPO getestet. Hellebuyck beteuerte seine Unschuld und klagte erfolglos gegen die zweijährige Sperre, mit der er belegt wurde, vor dem Internationalen Sportgerichtshof (CAS). 2010 bekannte Hellebuyck gegenüber dem Journalisten John Brant, seit dem Sommer 2001 mit EPO gedopt zu haben. Sein Lieferant und Betreuer sei der russische Arzt und Marathonläufer Leonid Schwezow gewesen (Schwezow bestreitet dies).[13]
- Am 11. Juli 2004 wurde der irische Langstreckenläufer Cathal Lombard bei einer Trainingskontrolle positiv auf EPO getestet und daraufhin aus dem Aufgebot für die Olympischen Spiele gestrichen und für zwei Jahre gesperrt. Lombard gestand den Missbrauch und bat darum, den nationalen Rekord über 10.000 Meter, den er kurz zuvor aufgestellt hatte, zu annullieren.[14]
- Der US-amerikanische 400-Meter-Weltmeister Jerome Young wurde im Rahmen des Golden-League-Meeting am 23. Juli 2004 in Paris der illegalen Einnahme von EPO überführt. Bereits im Juni 1999 war Young positiv auf das anabole Steroid Nandrolon getestet worden. Als Wiederholungstäter wurde er daraufhin am 3. November 2004 lebenslang gesperrt.
- Der US-Amerikaner Alvin Harrison, Olympiasieger im 4-mal-400-Meter-Staffellauf 1996 in Atlanta, wurde nach seinem Geständnis zur illegalen Einnahme von Wachstumshormon, EPO, Insulin und Modafinil im Oktober 2004 durch die US-Anti-Doping-Agentur (USADA) für vier Jahre gesperrt.
- Die US-Sprinterin Michelle Collins wurde im Dezember 2004 aufgrund von Abhörprotokollen, in denen sie zugab, EPO und Tetrahydrogestrinon genommen zu haben, für 8 Jahre gesperrt.
- Im Juni 2006 wurde die A-Probe von US-Sprintstar Marion Jones bei den US-amerikanischen Leichtathletik-Meisterschaften einer Meldung der Washington Post zufolge positiv auf EPO getestet. Das Ergebnis der Analyse der B-Probe, die vom gleichen Labor an der University of California in Los Angeles untersucht wurde, entlastet dagegen die Athletin.[15]
- Im Juli 2007 wurde die slowenische Mittelstreckenläuferin Jolanda Čeplak, Hallenweltrekordhalterin über 800 Meter, nach einem positiven Dopingbefund vorläufig von der IAAF gesperrt.
- Im März 2008 wurde die französische Mittelstreckenläuferin Bouchra Ghezielle bei einer Trainingskontrolle positiv auf EPO getestet. Nach den Mittelstrecklern Fouad Chouri im Jahr 2003, Hind Dehiba Chahyd im Jahr 2006 und Khalid Zoubaa im Jahr 2007 ist dies der vierte Fall von EPO-Doping im französischen Leichtathletikverband.
- Im März 2008 wurde bei der österreichischen Langstreckenläuferin Susanne Pumper und der Slowenin Helena Javornik im Zuge einer Wettkampfkontrolle EPO nachgewiesen. Auch die B-Probe von Pumper wurde kurz darauf positiv getestet. Javornik wurde zunächst vom slowenischen Verband wegen Zweifel an der Richtigkeit des Dopingtests freigesprochen. Ende Juli 2008 legte der internationale Leichtathletikverband IAAF Einspruch gegen die Entscheidung des nationalen Verbandes beim Internationalen Sportgerichtshof (CAS) ein. Die vorläufige Suspendierung trat dadurch wieder in Kraft, so dass Javornik nicht bei den Olympischen Spielen in Peking starten durfte. Susanne Pumper wurde im Oktober 2008 für zwei Jahre gesperrt. Die Sperre für Helena Javornik wurde im März 2008 durch den internationalen Sportgerichtshof CAS bis zum 11. Juni 2010 festgelegt. Im April 2013 wurde Pumper wegen des illegalen Erwerbs von EPO-Mitteln Ende 2008 für weitere acht Jahre gesperrt.
- Im Mai 2008 gestand der US-amerikanische 400-Meter-Läufer und Staffelolympiasieger Antonio Pettigrew im Rahmen des Prozesses gegen seinen früheren Trainer Trevor Graham, während seiner aktiven Zeit Doping mithilfe von Wachstumshormonen und EPO betrieben zu haben.
- Am 5. August 2008 wurden drei russische Geher (Wladimir Kanaikin, Alexei Wojewodin und Wiktor Burajew) suspendiert. Die russische Agentur All Sport meldete, der Grund seien positive EPO-Tests.[16][17]
- Der italienische Marathonläufer Alberico Di Cecco, Olympianeunter auf der klassischen Distanz bei den Olympischen Spielen 2004 in Athen, wurde im März 2009 rückwirkend für sein EPO-Dopingvergehen vom 12. Oktober 2008 bei den Italienischen Meisterschaften für zwei Jahre gesperrt.
- Im Zuge der Nachkontrollen von Dopingproben, die während der Olympischen Spiele 2008 in Peking genommen wurden, wurde der bahrainische Olympiasieger über 1500 Meter Rashid Ramzi Ende April 2009 des Dopings mit dem EPO-Präparat CERA überführt. Ebenfalls ertappt wurden die griechische Geherin Athanasia Tsoumeleka, Olympiasiegerin im 20-km-Rennen von Athen 2004, und die kroatische 800-Meter-Läuferin Vanja Perišić. Bereits im Januar 2009 hatte der griechische Fernsehsender NET vermeldet, dass Tsoumeleka bei einer Kontrolle am 6. August 2008 positiv auf EPO-Doping getestet wurde. Tsoumeleka bestritt diesen Vorwurf, erklärte aber gleichzeitig ihren Rücktritt vom Leistungssport.
- Ebenfalls im April 2009 wurden bei den nationalen Russischen Hallenmeisterschaften der Titelträger über 1500 Meter, Wladimir Jeschow, sowie die Siebtplatzierte im 1500-Meter-Rennen der Damen, Jelena Kanales, positiv auf EPO getestet.
- Bei fünf brasilianischen Leichtathleten (Bruno de Barros, Jorge Célio Sena, Josiane Tito, Luciana França und Lucimara da Silva) wurde durch am 15. Juni 2009 durchgeführte Trainingskontrollen EPO-Doping nachgewiesen. Die zwei Männer und drei Frauen wurden vom brasilianischen Verband für die Weltmeisterschaften in Berlin aus dem Kader gestrichen und danach für zwei Jahre gesperrt.[18]
- Bei der marokkanischen Mittel- und Langstreckenläuferin Mariem Alaoui Selsouli wurde während der Weltmeisterschaften 2009 in Berlin anhand einer drei Wochen zuvor abgegebenen Dopingprobe EPO-Missbrauch festgestellt und die Athletin daraufhin für drei Jahre gesperrt.
- Die neuseeländische Marathonläuferin Liza Hunter-Galvan wurde Ende August 2009 nach einer positiven Dopingkontrolle mit EPO vom März 2009 für zwei Jahre gesperrt.
- Die italienische Berglauf-Europameisterin von 2008 Elisa Desco wurde nach den Berglauf-Weltmeisterschaften 2009, bei der sie als Erste das Ziel erreicht hatte, positiv auf das EPO-Derivat CERA getestet. Nach einem anderthalbjährigen Verfahren wurde sie disqualifiziert und bis zum August 2012 gesperrt. Es war das erste Mal, dass ein prominenter Bergläufer des EPO-Dopings überführt wurde.
- Die äthiopische Langstreckenläuferin Shitaye Gemechu wurde im Anschluss ihres Sieges bei der Route du Vin am 27. September 2009 positiv auf EPO-Doping getestet.
- Der portugiesische Crossläufer Eduardo Mbengani wurde nach einem positiven Dopingbefund mit EPO im Mai 2011 für zwei Jahre gesperrt.
- Der irische Marathonläufer Martin Fagan wurde im Dezember 2011 des Dopings mit EPO überführt und für zwei Jahre gesperrt.[19]
- Die deutsche Langstreckenläuferin Simret Restle-Apel wurde im Mai 2012 bei einer Trainingskontrolle positiv auf EPO-Doping getestet. Sie begründete dies mit einer Medikamenten-Verwechslung und verzichtete auf die Öffnung der B-Probe.
- Der französische Hindernisläufer Nour-Eddine Gezzar wurde am 17. Juni 2012 bei den nationalen Leichtathletikmeisterschaften positiv getestet. Nach einer positiven Testung auf die illegale Einnahme anaboler Steroide im Jahr 2006 und einer damit verbundenen Sperre für zwei Jahre wurde er nunmehr mit einem zehnjährigen Startverbot belegt.
- Der italienische Geher Alex Schwazer, Olympiasieger 2008 über die 50-km-Strecke, wurde bei einer Trainingskontrolle am 30. Juni 2012 positiv getestet. Der Medaillenkandidat für die Olympischen Spiele 2012 in London gab sein Vergehen zu und erklärte seine Karriere für beendet.[20]
- Dem französischen 5000-Meter-Läufer Hassan Hirt wurde anhand einer am 3. August 2012 entnommenen Probe EPO-Doping nachgewiesen.
- Die kenianische Marathonläuferin Julia Mumbi Muraga wurde am 14. September 2014 anhand einer Wettkampfprobe positiv auf Epo-Doping getestet.
- Die kenianische Marathonläuferin Rita Jeptoo wurde Ende September 2014 bei einer Trainingskontrolle positiv auf die illegale Einnahme von Epo getestet.

### Triathlon
- Im November 2004 wurde die Gewinnerin des Ironman Hawaii, Nina Kraft, positiv auf EPO getestet. Nach ihrem Eingeständnis des Medikamentenmissbrauchs wurde die Athletin der Deutschen Triathlon Union für zwei Jahre gesperrt und die Schweizerin Natascha Badmann nachträglich zur Siegerin erklärt.
- Im Juni 2005 ergab eine Routinekontrolle der Fachkommission für Dopingbekämpfung FDB von Swiss Olympic ein EPO-Doping bei Brigitte McMahon, Siegerin im Triathlon bei den Olympischen Spielen von Sydney 2000. Sie trat daraufhin vom aktiven Leistungssport zurück.
- Im Mai 2008 wurde die A-Probe der österreichischen Triathletin und Olympiakandidatin Lisa Hütthaler positiv auf EPO getestet. Wie die Tageszeitung Kurier am 30. Juli 2008 meldet, habe Hütthaler versucht, eine Mitarbeiterin des zuständigen Dopinglabors bei der Öffnung der B-Probe mit 20.000 Euro zu bestechen, um das Ergebnis zu Gunsten der Sportlerin zu manipulieren. Hütthaler bestreitet die Anschuldigungen. Inzwischen wurde auch in der B-Probe EPO nachgewiesen und Hütthaler vom Dienst im österreichischen Bundesheer suspendiert. Im Oktober 2008 folgte die Verurteilung zu einer zweijährigen Dopingsperre durch die nationale Anti-Doping-Agentur Österreichs.
- Der siebenfache dänische Meister im Triathlon Bjarne Möller gestand im April 2010, während eines Trainingsaufenthalts in Südafrika zwischen dem 18. und 26. März 2010 unerlaubt EPO eingenommen zu haben. Er wurde daraufhin vom dänischen Triathlonverband mit sofortiger Wirkung suspendiert.
- Die ukrainische Triathletin Julija Jelistratowa wurde im Vorfeld der 2021 ausgetragenen Olympischen Sommerspiele in Tokio positiv auf EPO-Doping getestet.

### Wintersport
- Bei den Olympischen Winterspielen 2002 in Salt Lake City wurde der für Spanien startende Skilangläufer Johann Mühlegg der Einnahme von Darbepoetin überführt und der Gewinn dreier Goldmedaillen daraufhin annulliert. Während derselben Spiele wurden die beiden russischen Langläuferinnen Olga Danilowa und Larissa Lasutina des Dopings mit Darbepoetin überführt. Danilowa wurden ihre Goldmedaille im Verfolgungsrennen über 15 km und die Silbermedaille im Rennen über 10 km klassisch aberkannt. Lasutina musste ihre Goldmedaille beim Rennen über 30 km sowie ihre beiden Silbermedaillen im Verfolgungsrennen über 15 km und im Rennen über 10 km zurückgeben.
- Der Österreicher Alois Blaßnig wurde wegen EPO-Dopings beim Wasalauf 2002 für zwei Jahre gesperrt.
- Bei der Nordischen Skiweltmeisterschaft 2003 in Val di Fiemme wurde die finnische Langläuferin Kaisa Varis des EPO-Dopings überführt. In der Folge wurde sie mit einer zweijährigen Wettkampfsperre belegt und der finnischen Staffel die Silbermedaille aberkannt. Zudem verlor der finnische Skiverband 300.000 Euro aufgrund zurückgezogener Sponsorengelder wegen des Dopingskandals. Die inzwischen zum Biathlon gewechselte Athletin wurde im Januar 2008 erneut positiv auf EPO-Missbrauch getestet und daraufhin im Februar 2008 als Wiederholungstäterin lebenslang gesperrt. Die Sperre wurde im März 2008 vom internationalen Sportgerichtshof CAS wegen eines Verfahrensfehlers aufgehoben.
- Im Rahmen einer Razzia, die italienische Justizbehörden veranlassten, wurden im Quartier der österreichischen Skilangläufer und Biathleten bei den Olympischen Winterspielen 2006 von Turin laut der österreichischen Nachrichtenagentur neben anderen verbotenen Hormonen auch Spuren von EPO gefunden. Jedoch konnte bei keinem der verdächtigten Athleten EPO-Doping nachgewiesen werden. Auslöser für die Razzia war der bereits zuvor straffällig gewordene und unter konkretem Tatverdacht stehende damalige Leiter für Langlauf und Berater für Biathlon beim ÖSV Walter Mayer.
- Der russische Langläufer Sergej Schirjajew wurde im Februar 2007 während der Nordischen Skiweltmeisterschaften in Sapporo des EPO-Dopings überführt und anschließend für zwei Jahre gesperrt.
- Der ehemalige finnische Nationaltrainer Kari-Pekka Kyrö gab im Januar 2009 bekannt, dass er im Vorfeld der Nordischen Skiweltmeisterschaft 2001 an der Verschleierung des EPO-Dopings der Langläuferin Virpi Kuitunen durch Verabreichung von Plasma-Expandern beteiligt war. Die Athletin selbst schweigt bisher zu den Vorwürfen.
- Die russischen Biathleten Jekaterina Jurjewa, Albina Achatowa und Dimitri Jaroschenko wurden im Februar 2009 nach A- und B-Probe des EPO-Dopings überführt. Nachdem bereits im Januar 2009 Iwan Tscheresow wegen eines erhöhten Hämoglobinwerts mit einer Schutzsperre belegt worden war, sprach der Präsident des Biathlon-Weltverbandes IBU, Anders Besseberg, von einem systematischen Doping im russischen Biathlonsport. Erst im August 2009 wurden alle drei Sportler für je zwei Jahre gesperrt. Jurjewa wurde im Dezember 2013 erneut überführt und anschließend für acht Jahre gesperrt.
- Im März 2009 vermeldete die russische Nachrichtenagentur Allsport, dass die russische Langläuferin Natalja Matwejewa während des Weltcups im kanadischen Whistler positiv auf EPO-Doping getestet wurde.
- Im April 2009 wurde bei den nationalen Meisterschaften in Uvat/Tjumen in den A-Proben der beiden russischen Biathleten Andrei Prokunin und Weronika Timofejewa rekombinantes EPO gefunden. Beide Sportler wurden im Oktober 2009 für je zwei Jahre gesperrt.
- Im August 2009 wurde bekannt, dass drei weitere russische Langläufer im Verdacht stehen, mit EPO gedopt zu haben. Die Olympiasieger Julija Tschepalowa und Jewgeni Dementjew wurden im Januar 2009 während eines Weltcups in Italien positiv getestet. Nur wenige Wochen später folgte Nachwuchsläuferin Nina Rysina in Frankreich. Der russische Skiverband bestätigte alle drei Dopingfälle im Oktober 2009.
- Aus Presseveröffentlichungen im Februar 2010 geht hervor, dass der finnische Langläufer Mika Myllylä bei einer Polizeivernehmung im April 2009 EPO-Missbrauch eingestanden hat. Er ist damit der erste finnische Langläufer aus der Skandalmannschaft von 2001, der das Nutzen von Dopingmitteln zugab.[21]
- Im März 2010 teilte das Polnische Olympische Komitee (PKOI) mit, dass die Langläuferin Kornelia Marek während der Olympischen Winterspiele in Vancouver positiv auf die illegale Einnahme von EPO getestet wurde.
- Der russische Eisschnellläufer Sergei Lisin wurde im November 2012 des EPO-Dopings überführt.
- Dem lettischen Biathleten Karolis Zlatkauskas wurde anhand einer am 19. Dezember 2013 entnommenen Probe EPO-Doping nachgewiesen.
- Der österreichische Langläufer Johannes Dürr wurde im Rahmen der Olympischen Winterspiele in Sotschi durch eine am 16. Februar 2014 entnommene Probe des EPO-Dopings überführt.
- Der russische Biathlet Alexander Loginow und sein ukrainischer Konkurrent Serhij Sednjew wurden im Januar 2015 anhand bis zu zwei Jahre alter Proben des EPO-Dopings überführt.[22]

### Fußball
- Im November 2004 wurde Ricardo Agricola, Teamarzt des italienischen Fußballmeisters Juventus Turin, wegen Sportbetrugs und Verabreichung gesundheitsgefährdender Medikamente zu 22 Monaten Haft auf Bewährung verurteilt. Er hatte laut Gerichtsurteil zwischen 1994 und 1998 Spieler des Vereins unter anderem mit EPO behandelt. In besagtem Zeitraum war keiner der Spieler in Dopingkontrollen positiv getestet worden. In zweiter Instanz wurde Agricola vom Vorwurf des Blutdopings freigesprochen.[23]
- Im November 2022 wurde beim kroatischen Fußballspieler Mario Vušković vom Hamburger SV im Rahmen einer Kontrolle durch die NADA EPO-Doping nachgewiesen.[24] Das DFB-Sportgericht verurteilte ihn Ende März 2023 zu einer zweijährigen Sperre.[25]

### Boxen
- Der frühere Chef des US-amerikanischen Pharmaunternehmens BALCO, Victor Conte, hat eingestanden, den ehemaligen Box-Weltmeister Shane Mosley mit EPO und Steroid-Präparaten versorgt zu haben. Dies geht aus Verhörprotokollen hervor, die das Nachrichtenmagazin USA Today im Dezember 2008 veröffentlichte. Mosley hat sein Vergehen im Mai 2009 vor einer Anhörungskommission offiziell eingestanden.

### Gewichtheben
- Bei Nachkontrollen von Dopingproben, die während der Olympischen Spiele 2008 in Peking genommen wurden, wurde Ende April 2009 Yuderqui Contreras aus der Dominikanischen Republik des Dopings mit dem EPO-Präparat CERA überführt. Contreras hatte bei Olympia 2008 in der Gewichtsklasse bis 53 kg den fünften Platz belegt.

### Schwimmen
- Die ukrainische Schwimmerin Olha Beresnjewa wurde mittels nachträglicher Analysen von Dopingproben, die während der Olympischen Sommerspiele 2012 in London genommen worden waren, im Juni 2015 der illegalen Einnahme von Epo überführt.

### Pferdesport
- Im Mai 2009 wurde von einem Dopingfall in Kanada berichtet, bei dem der Eigner Ross C. Siddall aus Windsor (Ontario) unter Mithilfe eines Tierarztes seinem Pferd Jojos Image das EPO-Präparat Aranesp (Darbepoetin α) verabreicht hat. Siddall wurde von der “Ontario Race Commission” mit Sitz in Toronto für 10 Jahre suspendiert und zu einer Geldstrafe von 40.000 CAD verurteilt.
- Anfang August 2009 wurden Dopingfälle mit EPO-Präparaten (darunter auch Darbepoetin α) bei mindestens zwei Rennpferden im australischen Bundesstaat Victoria bekannt, infolge derer mindestens ein nicht namentlich genannter Trainer eine Sperre von sechs Jahren erhielt.

### Doping-Netzwerk in Österreich
Im März 2009 wurden Medienberichte zu einem Doping-Netzwerk in Österreich veröffentlicht. In diesem Zusammenhang kam es zur Verhaftung des bereits während der Olympischen Winterspiele von Turin 2006 unter Verdacht geratenen ehemaligen Langlauftrainers Walter Mayer. In Zusammenarbeit mit dem Radprofi Christoph Kerschbaum und dem Mediziner Andreas Zoubek soll Mayer Dutzende von österreichischen Sportlern in großem Umfang mit EPO und Testosteron versorgt haben. Der Triathlet Norman Stadler berichtete bereits im November 2008, dass Andreas Zoubek ihm im Jahr 2006 Dopingmittel angeboten habe. Die inzwischen des EPO-Dopings überführte Triathletin Lisa Hütthaler bestätigte im März 2009, dass ihr EPO-Präparate von Andreas Zoubek verabreicht worden sind. Besorgt habe diese Präparate Stefan Matschiner, der frühere Berater der Dopingsünder Michael Rasmussen und Bernhard Kohl. Matschiner wurde am 30. März 2009 durch die österreichische Polizei festgenommen. Kohl sagte am nächsten Tag aus, dass Matschiner ihm EPO, Wachstumshormone, Insulin und Testosteron besorgt und beim Eigenblutdoping geholfen habe. Die Behandlung mit Eigenblut habe in den Räumlichkeiten der Wiener Blutbank Humanplasma stattgefunden. Darüber hinaus belastete Kohl den Langlauf-Olympiasieger von 2002 Christian Hoffmann, was dieser jedoch umgehend vehement bestritt. Ferner sagte Kohl gegenüber den Behörden aus, der Triathleten Hannes Hempel habe ihm das EPO-Präparat CERA besorgt. Kohl und Hempel wurden im Juni 2010 durch die Nationale Antidoping-Agentur Österreichs für je vier Jahre gesperrt, und Matschiner wurde im Oktober 2010 wegen versuchten Blutdopings und der Weitergabe von verbotenen Substanzen zu einer teilbedingten Haftstrafe von 15 Monaten verurteilt. Zoubek wurde zu einer Geldstrafe verurteilt und für vier Jahre gesperrt.

## Nachweisverfahren

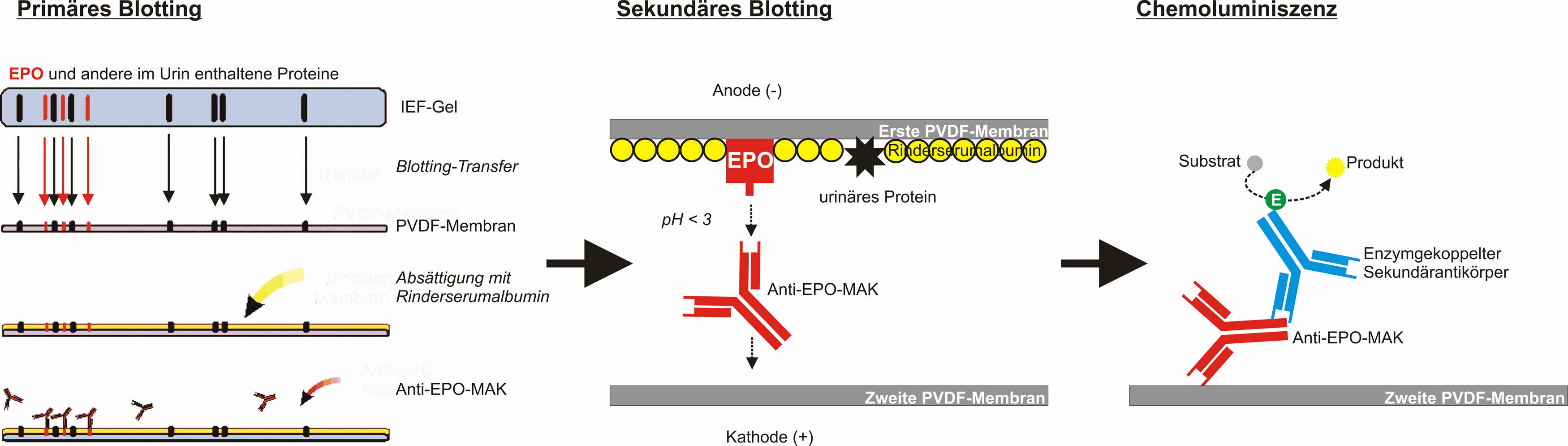
Immunoblotting- und Chemoluminiszenzverfahren zum direkten Nachweis von EPO

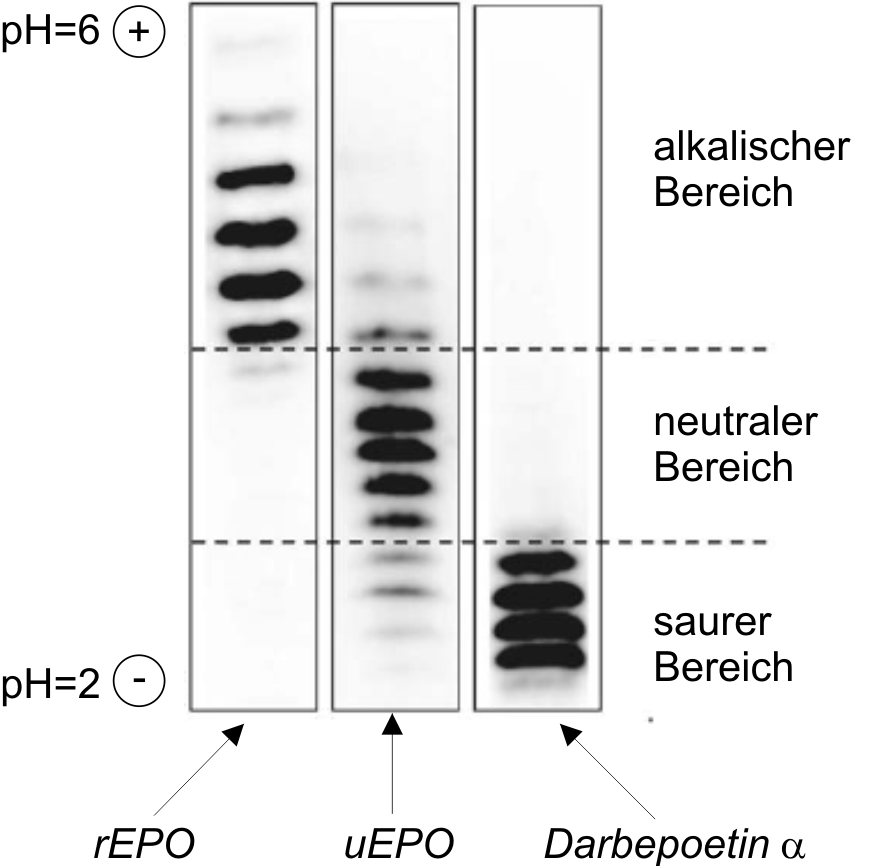
Bandenverteilung von Epoetin α und β (rEPO), nativem humanem Erythropoetin aus Urin (uEPO) und dem Präparat Aranesp (Darbepoetin α) nach isoelektrischer Fokussierung und anschließendem Immunoblotting

EPO kann erst seit 2000 durch ein mehrstufiges Verfahren, das durch Françoise Lasne und Jacques de Ceaurriz vom Laboratoire national de détection du dopage (LNDD) entwickelt wurde, im Urin nachgewiesen werden. Dies gelingt auch in geringen Konzentrationen. Bei künstlich verabreichtem EPO (rekombinantes EPO, Epoetine) werden weniger als 10 % über den Urin ausgeschieden.
Glykosylierungen von Proteinen erfolgen speziesspezifisch, das heißt, das Glykosylierungsmuster von humanem EPO unterscheidet sich vom rekombinanten EPO anderer Spezies. Rekombinantes EPO wird gegenwärtig mit Hilfe transformierter Zelllinien unterschiedlicher Gattungen des Hamsters erzeugt (vgl. Abschnitt EPO als Therapeutikum). Beim rekombinanten EPO ist die Neuraminsäure zu etwa 95 % an Stickstoff acetyliert, etwa 2 % liegen als Glykosylacetyl-Derivat vor. Diese Eigenschaft wird analytisch bei der Isoelektrischen Fokussierung (IEF) zum EPO-Nachweis ausgenutzt.

### Schritt 1: Mikro- und Ultrafiltration
Im ersten Schritt werden zunächst die im Urin enthaltenen Proteine durch Mikro- und Ultrafiltration von unlöslichen Partikeln befreit und konzentriert.

### Schritt 2: Isoelektrische Fokussierung
Im zweiten Schritt erfolgt die Trennung zwischen humanem und rekombinantem EPO sowie der anderen enthaltenen Proteine mittels isoelektrischer Fokussierung (IEF) in einem Polyacrylamid-Gel mit geeignetem pH-Gradienten.

### Schritt 3: Immunoblotting
Im dritten Schritt erfolgt der eigentliche Nachweis durch ein Immunoblotting, bei dem die im Elektrophoresefeld aufgetrennten EPO-Isoformen auf eine Membran überführt und nachfolgend mit einem EPO-spezifischen monoklonalen Antikörper (mAK) überschichtet werden (Primäres Blotting). Die bindenden mAK werden anschließend im sauren Milieu und durch Anlegen eines elektrischen Feldes dissoziiert und auf eine zweite Membran übertragen. So erhält man ein erneutes Abbild der einzelnen EPO-Banden. Allerdings befinden sich auf der zweiten Membran keine EPO-Moleküle, sondern die spezifischen monoklonalen Antikörper (Sekundäres Blotting). Die Antikörperbanden werden durch einen anti-EPO-mAK-spezifischen zweiten Antikörper sichtbar gemacht. Dieser Sekundärantikörper ist an ein Enzym (zum Beispiel Meerrettichperoxidase (HRP) oder alkalische Phosphatase (AP)) gekoppelt, welches die Umsetzung eines chromogenen Substrates (zum Beispiel Luminol oder ABTS) katalysiert, das sich mittels Chemolumineszenz quantifizieren lässt.
Die Durchführung dieses Tests benötigt etwa drei Tage, die Kosten für eine Probe liegen etwa bei 400–600 €. Durch den Einsatz von Immunaffinitätsverfahren zur Isolierung von EPO aus Urin- oder Blutproben wurde die Sensitivität des Dopingtests inzwischen erheblich erhöht.

### Diskussionen und Ergänzungen zum Nachweisverfahren
- Zu einem akademischen Streit über die Validität des Verfahrens kam es in Zusammenhang mit dem Fall Rutger Beke. Der belgische Triathlet wurde 2005 nach einem positiven Dopingbefund zunächst für 18 Monate gesperrt. Mit Hilfe eines Gutachtens durch das molekularbiologische Forschungsinstitut der Universität Leuven konnte Beke jedoch ein Jahr später einen Freispruch erwirken. Die Entwickler des Nachweisverfahrens wiederum bemängeln nachhaltig die im Gutachten aufgeführten Methoden und Rückschlüsse, die zur Entlastung Bekes geführt hatten. Nach einer Meldung des Online-Magazins triathlon vom 27. November 2007 wird der Fall Rutger Beke gemäß Ankündigung von Vertretern der WADA neu aufgerollt.
- Der Nachweis des Missbrauchs mit der Variante Epoetin δ (DynEpo) ist mit dem Standardverfahren möglich, obwohl es sich um eine „humanisierte“ Form eines rekombinanten EPO-Moleküls handelt, die sich theoretisch nicht vom körpereigenen EPO unterscheidet. Erstmals gelang dies 2007 (wenn auch nicht rechtlich verwertbar) gegenüber dem dänischen Radprofi Michael Rasmussen.
- Das EPO-Derivat CERA lässt sich unter anderem selektiv mittels eines ELISA-Tests nachweisen.
- Die Problematik für den Nachweis von EPO-Missbrauch liegt in der deutlich kürzeren Halbwertszeit des Hormons im Blut im Vergleich zur Dauer der künstlichen Leistungssteigerung. Das verabreichte EPO ist bereits nach wenigen Tagen völlig abgebaut und nicht mehr nachweisbar, während hingegen der Dopingeffekt zur Leistungssteigerung noch etliche Tage oder sogar Wochen anhält. Neben dem direkten Nachweis geben Verlaufsprotokolle anderer Blutparameter Aufschluss über möglichen EPO-Missbrauch. Zu diesen Parametern zählen der Hämatokritwert und die Konzentration einzelner Blutzelltypen (Retikulozyten und Makrophagen), die Hämoglobin- und Eisentransferrin-Rezeptorkonzentration sowie die Gesamtserumkonzentration von EPO. Auf Grundlage dieser Parameter wurde 2001 von Wissenschaftlern des Australischen Instituts für Sport in Adelaide unter der Leitung des Sportmediziners Robin Parisotto ein statistisches Modell vorgestellt, das den Nachweis eines EPO-Missbrauchs auch noch dann ermöglicht, wenn die künstlich verabreichte Substanz im Urin nicht mehr nachweisbar ist.[29] Dieses Modell wurde in den Jahren 2003 und 2006 verfeinert.[30][31] Für die Datenerfassung ist die Analyse von Blutproben erforderlich. Der internationale Radsportverband UCI hat nach zahlreichen Dopingfällen im Radsport inzwischen einen Blutpass eingeführt, in den die Blutwerte bei Dopingkontrollen untersuchter Radprofis eingetragen werden. Im Januar 2009 gab Parisotto nach Auswertung zahlreicher Blutprofile bekannt, dass bei mehr als 30 Profis auffällige Werte festgestellt wurden und bei einigen aufgrund dessen mit einer Sperre zu rechnen sei.
- Das Forscherteam um den Dopingexperten Wilhelm Schänzer von der Deutschen Sporthochschule Köln berichtet in einer Studie über Methoden zur Vertuschung des EPO-Dopings. Durch Zugabe von Proteasen in eine Urinprobe werde enthaltenes EPO (und auch die Proteasen selbst) in kürzester Zeit enzymatisch abgebaut. Hierdurch wären dann weder das ursprünglich enthaltene EPO noch die proteinspaltenden Enzyme nachweisbar. Hauptautor Mario Thevis schildert den Fall eines nicht namentlich genannten Ex-Radprofis, der sich nach eigenen Angaben vor Abgabe der Dopingprobe ein Reiskorn in die Harnröhre schob. Dieses Reiskorn habe dann die Proteasen in den Urin freigesetzt.[32]
- Die Forschungsgruppe um Francoise Lasne vom Laboratoire national de détection du dopage (LNDD) konnte bei Affen zeigen, dass bei Gendoping mit dem humanen EPO-Gen in Muskelzellen EPO-Varianten gebildet werden, die sich bezüglich der Glykosylierungen vom natürlichen EPO unterscheiden. Aufgrund dessen sei auch der Nachweis der missbräuchlichen Anwendung des Gendoping-Mittels Repoxygen im Rahmen des Standardnachweisverfahrens möglich.[33]
- Für erhebliches Aufsehen im Vorfeld der Tour de France 2008 sowie der Olympischen Sommerspiele in Peking sorgte im Juni 2008 eine Studie des Kopenhagener Zentrums für Muskelforschung. In dieser Studie wurden Urinproben freiwilliger Probanden, die zuvor mit EPO behandelt wurden, an zwei von der Welt-Antidoping-Agentur WADA autorisierte Labors versendet. Die Labors kamen bei der Analyse der Proben zu z. T. völlig verschiedenen Ergebnissen.[34] Dopingexperte Werner Franke kritisierte, dass bei der Studie nicht die nach dem neuesten Erkenntnisstand verbesserten Analysenmethoden angewendet wurden. Sein Kollege von der Deutschen Sporthochschule Köln, Mario Thevis, bewertete die dänische Studie sogar als (so wörtlich:) „inhaltlich und sachlich falsch“.
- Im Zuge des Dopingfalls Ricardo Ricco bei der Tour de France 2008 erklärte der Vorsitzende der Welt-Antidoping-Agentur (WADA), John Fahey, dass in Absprache mit dem Pharmakonzern Roche in deren EPO-Präparat Mircera (CERA) ein Molekül eingefügt wurde, das den Nachweis der illegalen Einnahme im Rahmen von Dopingkontrollen ermöglicht. Diese Aussage wurde von Roche umgehend dementiert.[35]
- Durch Verbesserungen in der Nachweismethode des EPO-Mittels CERA/Mircera gelang im Oktober 2008 bei nachträglich durchgeführten Analysen der während der Tour de France 2008 entnommenen Dopingproben die Überführung der Radprofis Stefan Schumacher, Leonardo Piepoli und Bernhard Kohl. Der Präsident der französischen Anti-Doping-Agentur AFLD, Pierre Bodry, teilte zudem mit, dass auf Grund auffälliger Blutwerte die Proben von insgesamt 30 Fahrern der Tour mit der verbesserten Nachweismethode untersucht werden. Das Internationale Olympische Komitee hat daraufhin auf Anregung von IOC-Vizepräsident Thomas Bach veranlasst, alle insgesamt fast 5000 Dopingproben, die während der Olympischen Spiele in Peking genommen wurden, erneut zu analysieren. Der Kölner Dopingexperte Wilhelm Schänzer forderte im Zuge dessen eine Bereitstellung neuer, noch in der klinischen Testphase befindlicher Präparate (z. B. Hematide) durch die Herstellerfirmen, damit bereits frühzeitig die Entwicklung geeigneter Nachweismethoden für solche Präparate ermöglicht wird.
- Als Präzedenzfall in der Geschichte des Dopings gilt die Eisschnellläuferin Claudia Pechstein. Die fünffache Olympiasiegerin wurde im Juli 2009 aufgrund auffällig hoher Retikulozytenwerte während der Mehrkampfweltmeisterschaften in Hamar durch die Internationale Eislaufunion (ISU) für zwei Jahre gesperrt. Die Sperre wurde im November 2009 durch den internationalen Sportgerichtshof CAS bestätigt. Damit ist Pechstein die erste Sportlerin, bei der nach Auffassung des CAS durch einen indirekten Nachweis EPO-Doping erwiesen wurde.[36] Durch einen Einspruch per Eilantrag vor dem Schweizer Bundesgericht konnte Pechstein zunächst eine Aufhebung des CAS-Urteils erwirken,[37] welches jedoch im abschließenden Urteil des Bundesgerichts[38] endgültig bestätigt wurde.